# Menachem Begin
Menachem Begin (hebrejsky:  מנחם בגין, polsky Mieczysław Biegun, rusky Менахем Вольфович Бегин, Menachem Volfovič Begin; 16. srpna 1913, Brest – 9. března 1992, Tel Aviv) byl izraelský politik a zakladatel politických stran a aliancí Cherut, Gachal a Likud. V letech 1977 až 1983 se stal vůbec prvním izraelským premiérem z řad pravice, čímž ukončil téměř třicetiletou hegemonii levicových stran.
Narodil se v carském Rusku, vyrůstal v Polsku a již od mládí byl horlivým sionistou. Během univerzitních studií se stal následovníkem zakladatele revizionistického sionismu Vladimira Žabotinského a záhy stanul v čele jeho mládežnického hnutí Bejtar. Během druhé světové války byl pro své sionistické aktivity zatčen sovětskou státní bezpečností a poslán na osm let do gulagu. Po předčasném propuštění se dostal do britské mandátní Palestiny, kde se stal velitelem militantní revizionistické skupiny Irgun, která v únoru 1944 vyhlásila vzpouru proti britské mandátní správě. Z této pozice nařídil několik útoků, které si vysloužily odsouzení jak od vedení palestinské židovské komunity, tak především od Spojeného království, které Irgun prohlásilo za teroristickou organizaci.
Po vzniku Izraele byl zvolen poslancem Knesetu a svůj mandát vykonával následujících 35 let. Po osmi neúspěšných volebních střetech (od roku 1955 coby vůdce nejsilnější opoziční strany) nakonec v roce 1977 zvítězil v parlamentních volbách a stal se premiérem. Jeho nejvýznamnějším počinem v této funkci bylo uzavření mírové smlouvy s Egyptem v roce 1979, za což mu byla, společně s egyptským prezidentem Anvarem Sádátem, udělena Nobelova cena za mír. Za Beginovy vlády došlo k vůbec největší výstavbě izraelských osad na Západním břehu Jordánu a v Pásmu Gazy, sjednocení Jeruzaléma a anexi Golanských výšin. V obavě před iráckým jaderným programem nařídil v roce 1981 vybombardovat irácký jaderný reaktor u Bagdádu. O rok později jeho vláda schválila vojenskou invazi do Libanonu v reakci na sílící ozbrojený odpor vyhnaných palestinských obyvatel. Libanonská válka ale nakonec ve všech ohledech přesáhla rámec původně daný vládou. Ačkoli z krátkodobého hlediska splnila své cíle, z dlouhodobého byla zcela kontraproduktivní. Nesplnila očekávání, která v ní Begin vkládal, a výrazně rozdělila izraelskou společnost.
V důsledku svého zdravotního stavu, smrti manželky a neustávajícího tlaku a kritiky veřejnosti kvůli libanonské válce se nakonec v říjnu 1983 rozhodl rezignovat. Poté se zcela stáhl z veřejného života a svůj byt opouštěl jen zřídkakdy. Zemřel v březnu 1992 na srdeční infarkt.

## Mládí

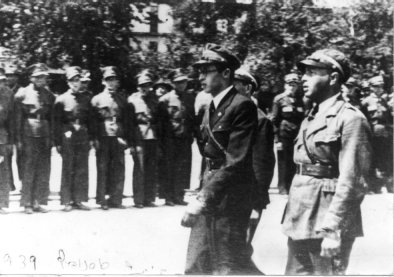
Begin (uprostřed) během inspekce oddílu Bejtaru v Polsku v roce 1935

Narodil se v Brestu, který tehdy patřil carském Rusku, než se stal v jeho pěti letech součástí Druhé Polské republiky, jako nejmladší ze tří dětí Ze'eva Dova Begina (též Bieguna) a Chasji, rozené Korsovské. Měl sestru Rachel a bratra Herzla. Jeho narození připadlo na šabat nachamu („šabat útěchy“), což je označení šabatu následujícího po postním dni Tiš'a be-av. Z toho důvodu mu rodiče dali jméno Menachem, což znamená „utěšitel“. Matka pocházela z rabínské rodiny, zatímco otec, obchodník se dřevem, byl horlivý sionista a obdivovatel Theodora Herzla, angažující se v místní židovské obci. Když se Ze'ev Dov Begin v srpnu 1904 se svým přítelem Mordechajem Scheinermanem (jehož vnukem byl Ariel Šaron) dozvěděl o Herzlově smrti, chtěli za něj v místní synagoze pronést kadiš, modlitbu za zemřelé. Brestský rabín, který si Herzla uctít nepřál, to však zakázal, a tak dvojice vyrazila dveře zamčené budovy, aby se dostala dovnitř a mohla tak učinit. Scheinermanova manželka Mirjam, povoláním porodní asistentka, o devět let později pomohla Menachemu Beginovi na svět.
Byl vychováván v duchu židovských tradic a nacionalismu. Získal tradiční židovské vzdělání v chederu (židovské základní škole) a po jeho absolvování začal studovat na škole tachkemoni, náležící nábožensky-sionistickému hnutí. V devíti letech vstoupil do levicově-sionistické mládežnické skupiny ha-Šomer ha-ca'ir. Již tehdy se začal zajímat o řečnické umění a o rok později přednesl směsicí hebrejštiny a jidiš svůj první veřejný projev. Ve čtrnácti letech jej rodiče poslali do polského gymnázia, kde se stal občasným terčem antisemitských útoků. V šestnácti letech (podle některých zdrojů v patnácti) se zhlédl v myšlenkách revizionistického sionismu, opustil ha-Šomer ha-ca'ir a vstoupil do revizionistického mládežnického hnutí Bejtar.
V roce 1931 začal studovat práva na Varšavské univerzitě. V Bejtaru mezitím rozpoznali Beginovy kvality, díky čemuž se roku 1932 stal členem výkonného vedení tohoto hnutí v Polsku s odpovědností za organizační záležitosti. Promoval v roce 1935, ale právnickou praxi nikdy nevykonával. V té době se stal žákem Vladimira Žabotinského, zakladatele hnutí revizionistického sionismu, s nímž se v roce 1937 názorově střetl na Světovém kongresu Bejtaru v Krakově kvůli svému požadavku na radikální změnu politiky s cílem dobytí židovské domoviny silou, s čímž se Žabotinský neztotožnil. Postupně stoupal v hierarchii tohoto mládežnického hnutí; v roce 1936 stanul v čele jeho československé pobočky a o dva roky později se stal vedoucím polského Bejtaru, což byla jedna z nejvlivnějších vedoucích pozic v evropských židovských komunitách před holocaustem. V rámci náboru nových podporovatelů a členů cestoval po celém Polsku a aby ušetřil, nocoval v domech členů hnutí. Během jedné takové návštěvy poznal svou budoucí manželku, Alizu Arnoldovou (1920–1982), která byla dcerou jeho hostitele. O dva roky později se 29. května 1939 vzali Na svatbě byli oba oblečeni do uniforem Bejtaru.
Po vypuknutí druhé světové války se počátkem září 1939 Beginovi podařilo pro sebe a manželku zajistit výjezdní víza, díky nimž se chtěli dostat nejprve do Rumunska a posléze lodí do britské mandátní Palestiny. Kvůli německému bombardování železničních tratí putovali pěšky a 13. září dorazili do města Włodawa, nacházejícího se asi 60 kilometrů jižně od Brestu. Odtud se nejprve vydali na východ, nakonec se ale rozhodli, že odejdou do Vilna (dnešní Vilnius v Litvě), toho času již obsazeného Rudou armádou na základě paktu Ribbentrop–Molotov. Dorazili tam 28. října, tedy v den, kdy Sovětský svaz předal město a okolí Litvě, a žili zde téměř rok.

### Věznění vgulagu a odchod zEvropy

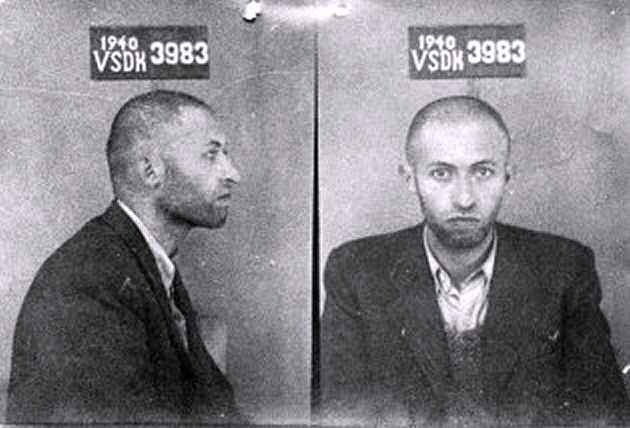
Fotografie Begina, kterou NKVD pořídila po jeho zatčení v září 1940

Na začátku srpna 1940 Litvu anektoval Sovětský svaz a 1. září byl Begin předvolán na místní radnici, ale výzvu ignoroval. Jakožto přední sionistický vůdce byl 20. září zatčen sovětskou tajnou službou (předchůdkyní KGB) a umístěn ve věznici Lukiškės ve Vilně. Tam byl podrobován spánkové deprivaci a kvůli malým přídělům jídla rychle ztrácel na váze. Sověti jej obvinili z toho, že je „agentem britského imperialismu“ a 1. dubna 1941 byl jakožto „element nebezpečný pro společnost“ odsouzen k osmi letům odnětí svobody, které si měl odpykat v gulagu. Ještě před jeho transferem jej manželka Aliza ve vězení navštěvovala a tajně mu pašovala balíčky s oblečením. Na jednom z propašovaných kapesníků mu skrze vyšitou šifru dala vědět, že odjíždí do mandátní Palestiny. Begin byl nakonec v rámci velké skupiny vězňů poslán do pracovního tábora Pečora na severu Sovětského svazu, kde pracoval v mrazivých podmínkách šestnáct hodin denně, kvůli čemuž byl v té době často nemocný. V gulagu zažil mučení od sovětských dozorců i antisemitské útoky od polských spoluvězňů. Své vzpomínky na toto období později popsal v knize be-Lejlot levanim‎ („Bílé noci“), publikované poprvé v roce 1957.
Po německém útoku na Sovětský svaz v létě 1941 došlo k uzavření dohody mezi sovětskou a polskou exilovou vládou, známé jako pakt Sikorski-Majski, na jejímž základě byli v srpnu téhož roku propuštěni polští občané věznění v gulazích, včetně Begina. Tomu se poté podařilo nalézt sestru Rachel. V Sovětském svazu vstoupil do polských ozbrojených sil pod vedením generála Władysława Anderse, známých jako Andersova armáda. V jejím rámci následně putoval přes Írán a Irácké království do britské mandátní Palestiny, kam dorazil v květnu 1942. Po příjezdu se shledal s manželkou Alizou a dozvěděl se, že jeho rodiče a starší bratr Herzl zahynuli během holocaustu.

## V britské mandátní Palestině

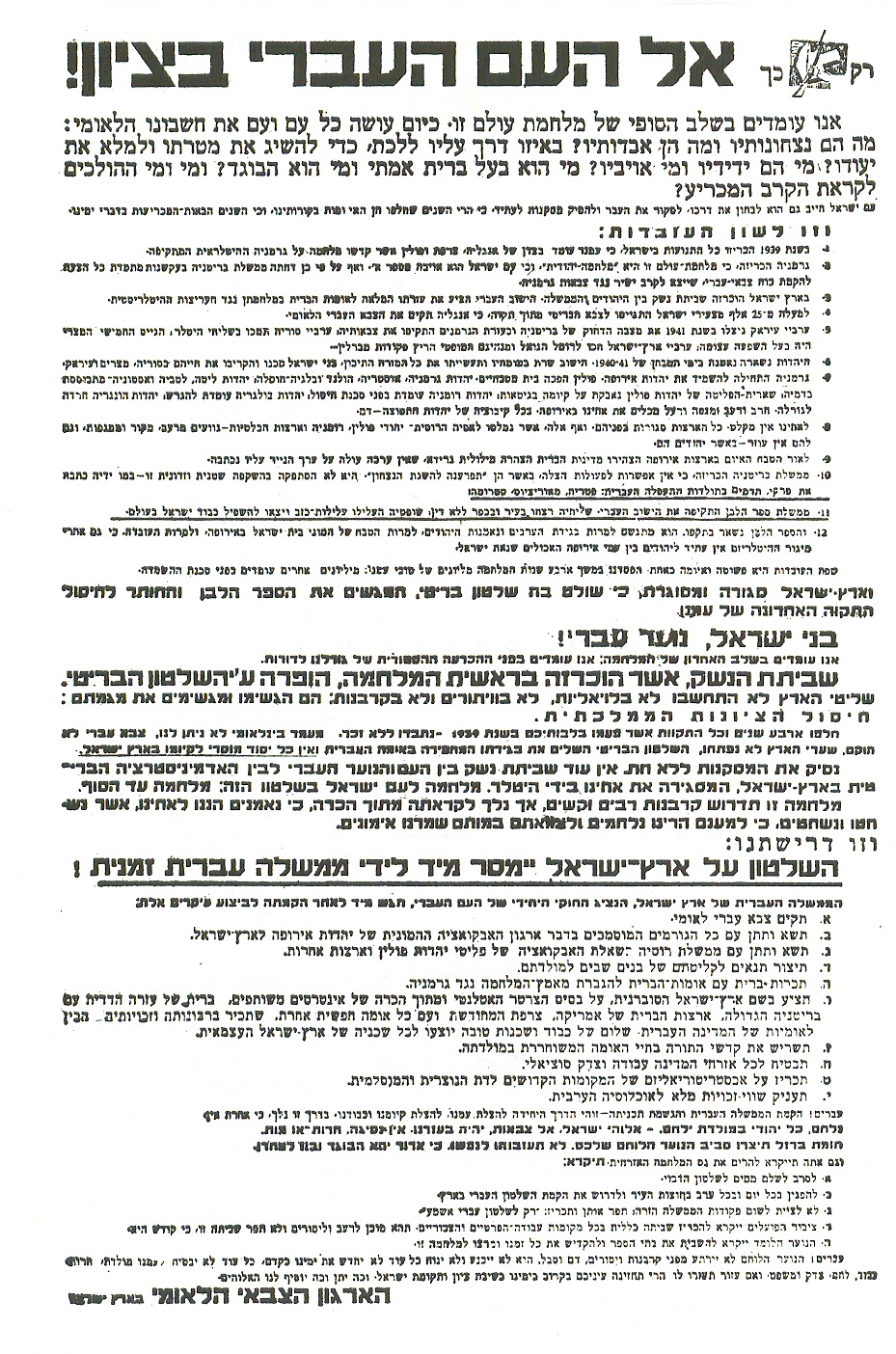
„Prohlášení povstání“, které Irgun 1. února 1944 vylepil po celé mandátní Palestině

Bezprostředně po svém příjezdu kontaktoval velení revizionistické vojenské organizace Irgun. Na podzim 1942 se ještě coby polský voják ujal pozice vůdce Bejtaru v mandátní Palestině. Po půl roce však bylo zřejmé, že se jeho povinnosti vyplývající z této funkce neslučují se zařazením v polské armádě. Přátelé na něj proto naléhali, aby dezertoval, což však odmítl (podle historika Howarda Sachara však tímto způsobem armádu skutečně opustil). Nakonec byl po sérii jednání s vedením polských sil demobilizován v listopadu nebo prosinci 1943. Podrobnosti se však různí. Podle Beginova spolupracovníka Arje Ben Eli'ezera se dočkal úplného propuštění z armády se ctí. Politolog Amos Perlmutter naproti tomu uvedl, že byl propuštěn pouze na rok, aby se v rámci židovské delegace vydal do Spojených států usilovat o podporu polské exilové vlády. K vypravení delegace však nedošlo a Begin již zpět do armády povolán nebyl. V březnu 1943 se Beginovi narodil syn Binjamin Ze'ev (znám jako Benny), později měli s manželkou ještě dcery Chasju (* 1946) a Leu (* 1948).
Po uvolnění z armády byl osloven vedením Irgunu s nabídkou, aby se stal jeho velitelem. S ohledem na vývoj druhé světové války, informace o holocaustu a britské trvání na imigračních kvótách pro židovské uprchlíky, se totiž tato vojenská organizace rozhodla obnovit odboj proti Britům a vypovědět závazek neútočení. Bylo však třeba učinit zásadní změny v jejím vedení. Od roku 1941 byl totiž velitelem Ja'akov Meridor, který pro tuto funkci postrádal jak charisma, tak autoritu. Ani jedna z těchto vlastností naopak nechyběla Beginovi, který nabídku přijal a v prosinci 1943 se stal novým velitelem Irgunu. Následně vytvořil nový generální štáb, sestávající z Arje Ben Eliezera, Elijahu Lankina a Šlomo Lev Amiho, který na svém prvním zasedání schválil bezodkladné vyhlášení odboje proti Britům. K tomu nakonec došlo 1. února 1944, kdy Irgun vylepil po celé mandátní Palestině plakáty s názvem „Prohlášení povstání“ (הכרזת המרד‎). V textu se mimo jiné psalo:
Britský režim porušil příměří, které jsme vyhlásili na počátku války. Vládci země izraelské ignorují loajalitu, ústupky a oběti. Namísto toho pokračují v práci na svém cíli – vymýcení sionistických snah o dosažení státnosti. (…) Britský režim pokračuje ve své hanebné zradě židovského národa a neexistuje žádný morální důvod jeho další přítomnosti v zemi izraelské.

Déle již nemůže být příměří mezi židovským lidem, jeho mládeží a britskou správou země izraelské, která zrazuje naše bratry ve prospěch Hitlera. Náš národ bude proti tomuto režimu bojovat, a to až do konce. Vláda nad zemí izraelskou musí být okamžitě předána prozatímní židovské vládě. Židovská vláda (…), jediný zákonný zástupce židovského lidu, musí bezprostředně po svém ustanovení (…) zahájit vyjednávání (…) o masové evakuaci evropského židovstva do země izraelské.

Budeme bojovat! Každý Žid v naší vlasti bude bojovat! Naše bojující mládež neodradí oběti, krev, ani utrpení. Nevzdá se a nebude mít klid, dokud neobnoví naší minulou slávu, a dokud našemu lidu nezajistí vlast, svobodu, čest, chléb, spravedlnost a právo.

### Vzpoura proti mandátní správě

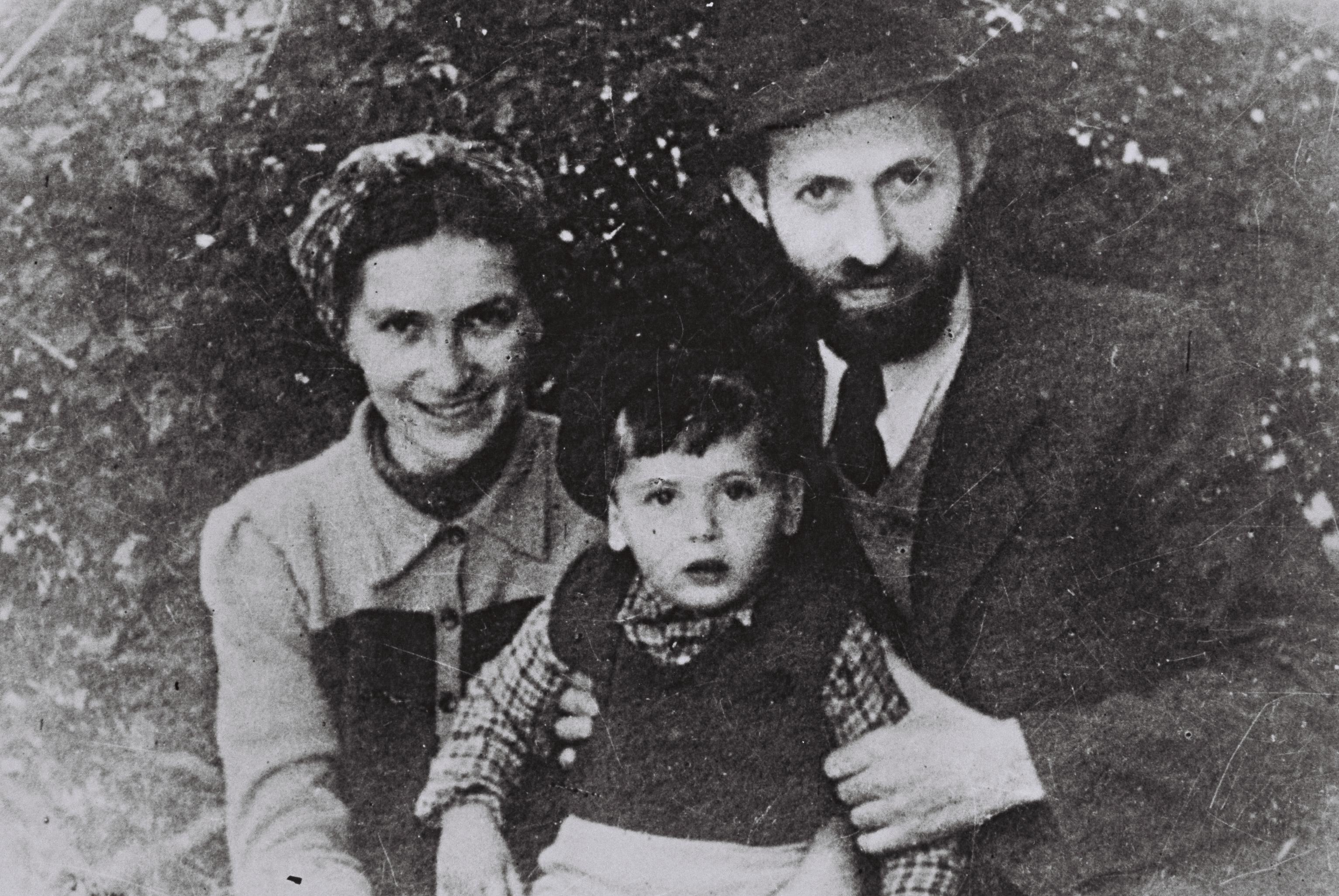
Begin v přestrojení za ortodoxního rabína s manželkou Alizou a synem Binjaminem, prosinec 1946

Begin tak dal otevřeně najevo, že chce předání vlády nad mandátní Palestinou dosáhnout dlouhotrvající kampaní destrukce. Uvědomoval si však nezbytnost vítězství Spojenců nad Německem, a proto rozhodl, že Irgun nebude napadat britská vojenská zařízení, dokud válka trvá. Cílem prvního útoku se symbolicky staly imigrační úřady, které byly 12. února současně napadeny v Jeruzalémě, Tel Avivu a Haifě. Následovaly útoky na finanční úřady zodpovědné za výběr daně z příjmů, policejní stanice a sídla zpravodajské služby. Často spolupracoval s Lechi (radikální skupinou, která se od Irgunu odtrhla v roce 1940, známou též jako Sternova skupina), a to navzdory zákazu ze strany Židovské agentury, neoficiální židovské vlády v mandátní Palestině, která požadovala ukončení násilí proti Britům. V září 1944 se Begin zúčastnil schůzky s představiteli hlavní židovské vojenské organizace Hagana, kteří se jej neúspěšně snažili přesvědčit, aby Irgun okamžitě zastavil své operace.
Okamžik zlomu ve vzájemných vztazích s Židovskou agenturou a Haganou nastal 6. listopadu 1944, když dva příslušníci Lechi zavraždili v Káhiře britského ministra lorda Moyna. Vedení Židovské agentury na tento atentát, který způsobil šok v mandátní Palestině i po celém světě, zareagovalo rázně a zahájilo tzv. loveckou sezónu, trvající až do února 1945, během které Hagana předávala Britům jak informace o Irgunu a Lechi, tak také jejich příslušníky, které sama chytala. Celkem takto bylo předáno na tisíc osob, které byly buď drženy ve věznici Latrun či deportovány do internačních táborů v Africe. K násilnostem mezi židovskými skupinami nedošlo jen díky Beginovu rozkazu irgunistům, požadujícím zdrženlivost. Obával se totiž vtažení židovské komunity do občanské války a nechtěl si do budoucna pokazit vztahy s Haganou. Jemu samotnému se celou dobu dařilo úspěšně skrývat. Ačkoli lovecká sezóna zasadila Irgunu vážnou ránu, nezlikvidovala jej, po několika měsících začal znovu nabírat na síle a v květnu 1945 obnovil protibritské akce.

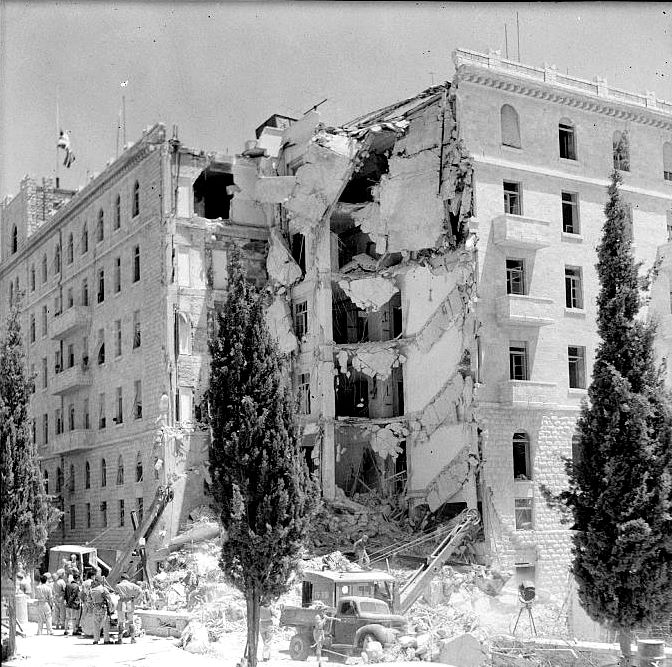
Část hotelu Krále Davida v Jeruzalémě zničená bombovým útokem Irgunu

Zásadní otázkou, nad kterou panovala shoda napříč židovskými skupinami, bylo umožnění židovského přistěhovalectví, které bylo i po holocaustu stále omezováno MacDonaldovou bílou knihou. Pokračování v této britské politice vedlo k radikalizaci palestinské židovské komunity. Hagana, Irgun a Lechi se dohodli na spolupráci pod vedením Davida Ben Guriona v rámci Židovského hnutí odporu. Společně pak během vojenské akce Noc mostů v polovině června 1946 vyhodili do povětří většinu mostů spojující mandátní Palestinu s okolními státy. Následné britské represálie vůči Židům vyvolaly bouřlivou odezvu, která vyvrcholila 22. července v Jeruzalémě, kde Irgun na Beginův rozkaz podnikl bombový útok na hotel Krále Davida, v němž sídlily orgány britské mandátní správy, včetně vojenského velitelství a oddělení kriminálního vyšetřování (CID). Při výbuchu 350 kilogramů výbušnin bylo zdemolováno celé jedno křídlo hotelu a zahynulo 91 lidí, včetně 17 Židů. Podle Begina byli Britové před útokem předem telefonicky varováni, ti to však popřeli. Útok šokoval židovské i arabské obyvatelstvo mandátu a Židovská agentura jej odsoudila jako zbabělý zločin. Vedl k ukončení spolupráce v rámci Židovského hnutí odporu a Irgun s Lechi již nadále operovali odděleně od Hagany. V říjnu téhož roku spáchala skupina irgunistů bombový útok na britské velvyslanectví v Římě. Britská vláda Irgun označila za teroristickou skupinu, čemuž se však Begin bránil s poukazem na to, že vyvolání strachu či teroru není cílem židovského ozbrojeného povstání. V souvislosti s tím později napsal: „Podzemní bojovníci Irgunu povstali, aby svrhli a nahradili režim. Použili jsme fyzickou sílu, protože jsme čelili fyzické síle.“
V únoru 1947 uskutečnil Irgun za Beginova vedení (ačkoli on sám se plánování neúčastnil) velkou akci v podobě osvobození židovských vězňů z věznice ve městě Akko. Britská správa v tamní citadele věznila 90 členů různých židovských vojenských podzemních organizací. Při útoku se podařilo osvobodit 27 židovských vězňů a v nastalém zmatku uprchlo i 182 vězněných Arabů. Akce poškodila britskou prestiž a zatímco americký deník New York Herald Tribune k ní poznamenal, že podzemí provedlo „jednu z jeho nejnáročnějších a nejambicióznějších misí perfektním stylem“, vysoce postavený britský důstojník ji ze symbolického hlediska postavil na roveň dobytí Bastily. Britským vojákům se při útoku podařilo zajmout pět irgunistů, z nichž tři byli následně odsouzeni k trestu smrti. Beginova organizace v reakci na to zajala dva britské seržanty a pohrozila jejich zabitím v případě, že Britové popraví zajaté příslušníky Irgunu. Když Britové ultimátu nevyhověli a popravu vykonali, Irgun oba zajaté Brity oběsil a podminoval půdu pod jejich těly. Tento čin ve Spojeném království vyvolal vlnu hněvu.
Ačkoli Britové po Beginovi usilovně pátrali, dařilo se mu vyhýbat zatčení, přičemž často používal přestrojení za ortodoxního rabína a používal jméno Jisra'el Sassover. Britská mandátní správa za jeho dopadení (živého či mrtvého) vypsala finanční odměnu ve výši 8 000 amerických dolarů, postupně částku postupně zvyšovala až na 50 000 dolarů.
V září 1947 předložila Zvláštní komise OSN návrh řešení arabsko-židovského konfliktu v podobě plánu na rozdělení Palestiny, podle něhož se mělo území britského mandátu rozdělit na arabský a židovský stát, přičemž Jeruzalém a okolí měl být pod mezinárodním dohledem (corpus separatum). O dva měsíce později, 29. listopadu 1947, jej Valné shromáždění OSN schválilo. Zatímco Židovská agentura v čele s Ben Gurionem tento plán přijala, arabští představitelé jej odmítli. Proti návrhu se postavil i Begin, podle něhož bylo „rozdělení [židovské] domoviny nelegální“. Podobné názory však byly v palestinské židovské komunitě menšinové.

## Vznik Izraele

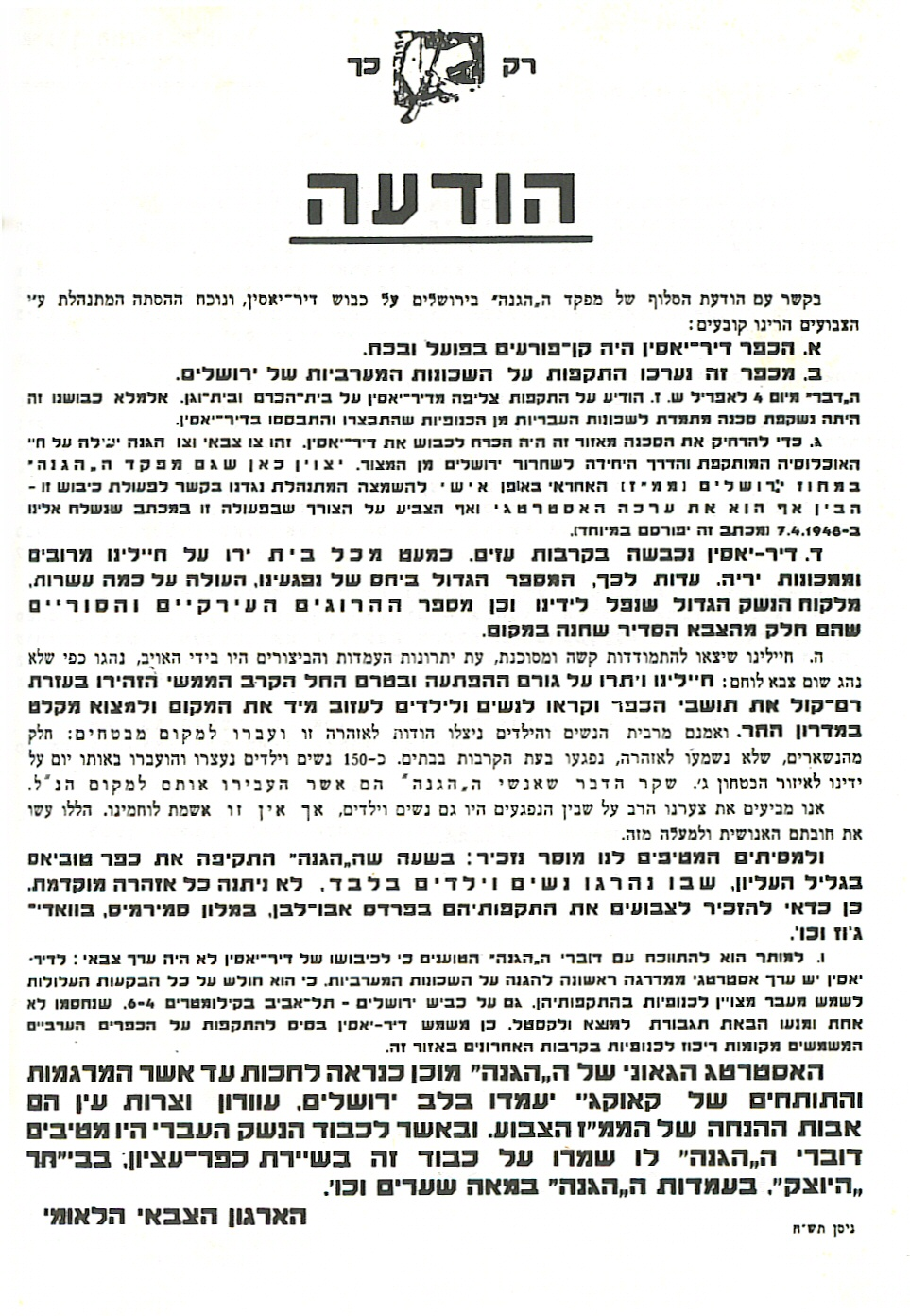
Veřejné prohlášení Irgunu k událostem v Dejr Jásinu

V důsledku emocí předcházejících konci britského mandátu vypukla v Palestině v letech 1947 až 1948 občanská válka mezi Židy a Araby. V odvetných opatřeních na zabíjení Židů spáchal Irgun celou řadu bombových útoků proti arabským civilistům, při nich zahynuly desítky lidí. Během občanské války došlo k obléhání Jeruzaléma, při němž bylo jeho židovské obyvatelstvo postupně odříznuto od zásobování. V dubnu 1948 zahájila Hagana operaci Nachšon, jejímž cílem bylo ovládnutí přístupového koridoru do Jeruzaléma obsazením strategických návrší a sousedních arabských vesnic. Jednou z nich měl být i Dejr Jásin, nacházející se západně od Jeruzaléma. Na vesnici ale nakonec 9. dubna zaútočily oddíly Irgunu a Lechi, čítající dohromady 110–120 mužů. Setkali se však s tuhým odporem, dostali se pod palbu odstřelovačů a místních obyvatel a třetina z nich padla nebo byla zraněna. Zbývající muži se nakonec rozhodli oblast vyčistit pomocí ručních granátů a výbušnin. Dohromady během osmihodinové bitvy zemřelo mezi 110 a 250 Arabů (arabské zdroje uvádějí 110 obětí, židovské 200–250 obětí), mezi nimiž byli muži, ženy i děti. Od masakru se distancovala jak Hagana, tak Židovská agentura. Události v Dejr Jásinu později přispěly k exodu Arabů, jejich strach a paniku ještě umocnili jejich představitelé, kteří v rozhlase lživě tvrdili, že irgunisté během útoku znásilnili arabské ženy (někteří arabští představitelé nicméně k exodu otevřeně vyzývali). Begin později ve svých pamětech k celé události poznamenal:
Ze zla vzešlo dobro. Arabská propaganda šířila legendu o teroru mezi Araby a arabské jednotky, které zachvátila panika při zmínce o vojácích Irgunu. Tato legenda měla cenu půl tuctu praporů izraelských sil.
Menachem Begin, The Revolt (v originále ha-Mered)
Dne 14. května 1948 byla vyhlášena nezávislost státu Izrael, který ještě téhož dne napadly sousední arabské státy v izraelské válce za nezávislost. Následující den vystoupil Begin v rozhlasovém vysílání s projevem k národu. V něm kromě jiného sdělil, že Irgun opustil podzemí. Vzpomenul též na vznik Československa, konkrétně na slova prezidenta T. G. Masaryka pronesená v Praze po jeho návratu z exilu: „Je obtížné založit stát, ale ještě obtížnější je ho udržet.“, která by podle něj měla pro nově vzniklý židovský stát být varováním. Irgun ve válce bojoval po boku Hagany a Lechi, premiér Ben Gurion však skupinu považoval za separatisty a narušitele sionistické jednoty. Koncem května schválila prozatímní vláda vznik Izraelských obranných sil a 3. června Begin podepsal dohodu, podle níž se Irgun začlení do nově vzniklé izraelské armády.

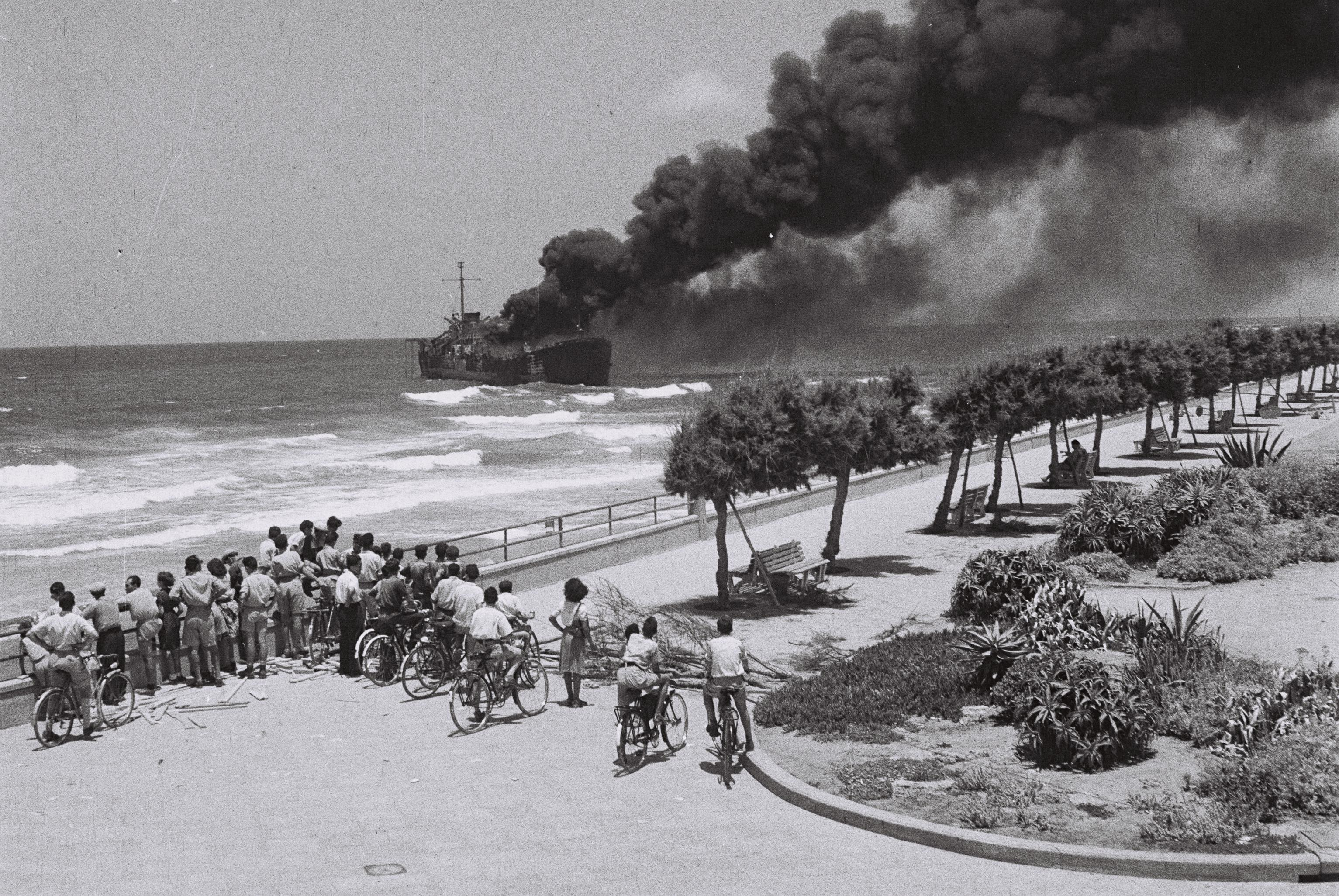
Hořící Altalena na pobřeží Tel Avivu

Některé jeho jednotky (zejména v Jeruzalémě) však i nadále operovaly nezávisle, což ukončila až konfrontace kvůli nákladní lodí Altalena. Ta přivážela z Francie do nově vzniklého státu pro revizionistickou skupinu velké množství zbraní, munice a dobrovolníků. Loď dorazila 20. června během prvního příměří uprostřed války za nezávislost. Ben Gurion byl svolný s jejím přistáním a počítal s využitím zbraní na jeruzalémské frontě. S tím Begin souhlasil, požadoval však, aby 20 % výzbroje připadlo jeho jednotkám. Tato reakce Ben Guriona rozzuřila, neboť ji považoval za porušení autority vlády. Altalena i přesto zakotvila u mošavu Kfar Vitkin v centrálním Izraeli. Begin dostal ultimátum k předání zbraní. Po odmítnutí ultimáta došlo k přestřelce mezi irgunisty a izraelskými vojáky, během přestřelky padlo osm lidí. Loď však zvládla odplout a zamířila na jih k Tel Avivu, kam dorazila druhý den ráno. Na palubě byl tou dobou už i Begin, ten se mezitím přidal k pasažérům. V rozhlasovém vysílání tvrdil, že armádní odstřelovači dostali za úkol jej zabít. V novinách 21. června vyšlo prohlášení Irgunu varující před občanskou válkou. Když se loď dostala k pobřeží, zahájily armádní jednotky na Ben Gurionův rozkaz palbu z lehkých a těžkých zbraní, v důsledku čehož začala loď hořet. Na její palubě propukl požár a cestující vyskákali do moře. Celkem během přestřelky padlo jedenáct lidí a Begin jen těsně unikl smrti. Tento incident přivedl Izraelce vůbec nejblíž občanské válce. Aby občanské válce zabránil, nařídil Begin svým jednotkám neopětovat palbu. Vláda po incidentu s Altalenou rozhodla o definitivním rozpuštění Irgunu v rámci izraelské armády. Oficiálně Irgun přestal existovat 20. září, když Begin vyhověl ultimátu požadujícím ukončení činnosti a odevzdání všech zbraní. To vláda vydala v rámci tvrdého postoje vůči všem podzemním organizacím poté, co příslušník Lechi spáchal atentát na vyslance OSN pro Blízký východ Folke Bernadotta.

## Politikem v opozici

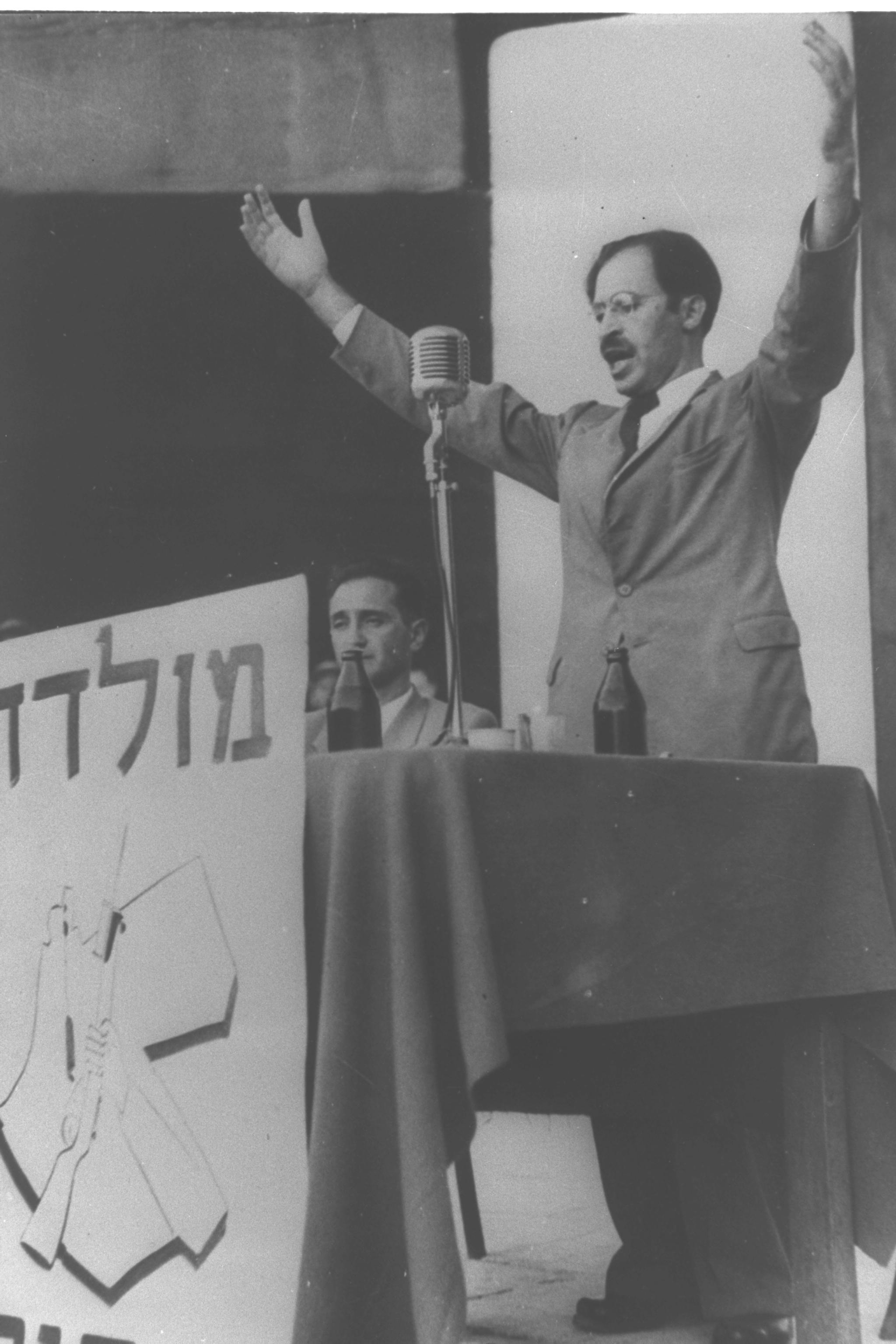
Begin při projevu v srpnu 1948

S blížícími se prvními izraelskými parlamentními volbami Begin založil, spolu s dalšími někdejšími členy nejvyššího vedení Irgunu, v srpnu 1948 politickou stranu Cherut („Svoboda“). Jejími členy byli zpravidla bývalí irgunisté a politickým programem se řadila k izraelské pravici. Z hlediska ideologie šlo o nacionálně-liberální stranu podporující soukromé podnikání, redukci státní správy a zrušení vojenské správy arabského obyvatelstva. Zároveň však odmítala možnost repatriace palestinských Arabů, kteří ze země utekli, neboť takový krok považovala za ohrožení národní bezpečnosti. V rámci zahraničně-politické agendy zastávala radikální postoje a byla pro teritoriální expanzi. Neuznávala například legitimitu Jordánského království a volala po jeho začlenění pod Izrael.
V listopadu 1948 se Begin vydal na cestu po Spojených státech v rámci předvolební kampaně k izraelským parlamentním volbám. Během jeho pobytu v USA vyšel v deníku The New York Times otevřený dopis skupiny prominentních židovských intelektuálů v čele s Albertem Einsteinem a Hannou Arendtovou, v němž byl Beginův Cherut popsán jako strana „svou organizací, metodami, politickou filosofií a sociálním apelem podobná nacistickým a fašistickým stranám“. Zároveň jej obvinili z „kázání směsice ultranacionalismu, náboženského mysticismu a rasové nadřazenosti“.

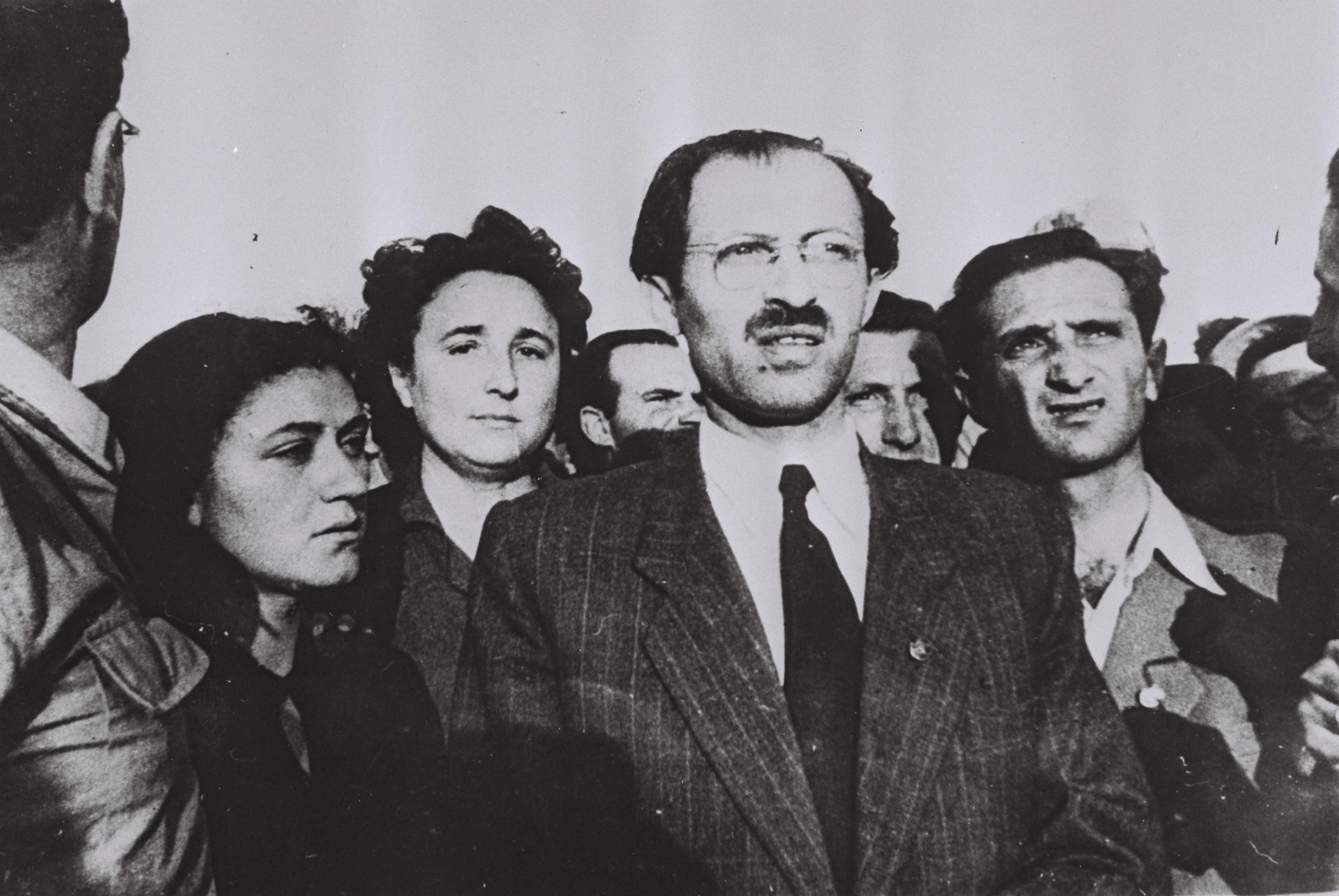
Begin (uprostřed) se svými přívrženci na pláži v Tel Avivu během prvního výročí potopení Altaleny, červen 1949

Cherut ve volbách, které proběhly v lednu 1949, nakonec získal 11,5 % hlasů a 14 poslaneckých mandátů, čímž se stal čtvrtou nejsilnější parlamentní stranou. Předseda vítězného Mapaje, David Ben Gurion, však zásadně odmítl možnost jeho účasti ve vládě, neboť byl přesvědčen, že usiluje o zničení demokracie. Před formováním vlády vyslovil zásadu, že se na ní mohou podílet všechny strany „bez Cherutu a Maki [komunistů]“. Později, již jako premiér, odmítal vyslovit Beginovo jméno, a namísto toho používal různé pohrdavé výrazy, jako například „dvorní šašek“ či „muž, který obvykle sedí vedle poslance Badera“. Cherut se díky svým postojům, předsedovi a provázanosti s Irgunem dostal do izolace, a na dlouhá léta se stal hlavní opoziční stranou. Begin byl nicméně v prvních parlamentních volbách zvolen poslancem, a mandát člena Knesetu zastával nepřetržitě následujících 35 let v deseti funkčních obdobích, a to až do srpna 1984. Zároveň se stal vůdcem opozice, v jejímž čele stál v letech 1949–1967 a 1970–1977. V těchto obdobích zasedal střídavě ve dvou výborech parlamentu, konkrétně v zahraničním a branně-bezpečnostním výboru, a výboru pro ústavu, právo a spravedlnost.
Byl zarputilým kritikem Ben Gurionovy vlády a již tři měsíce po volbách vyvolal v dubnu 1949 neúspěšné hlasování o její nedůvěře kvůli podepsání dohody o příměří s Jordánskem. V roce 1950 vyšla v hebrejštině jeho z části autobiografická kniha ha-Mered‎ („Povstání“), ve které se věnoval vývoji Irgunu od jeho vzniku, přes boj proti Britům a Arabům až po válku za nezávislost. O rok později byla přeložena do angličtiny, v níž ji četli jak příslušníci Irské republikánské armády (IRA), kteří ji používali jako manuál guerrilového boje, tak Nelson Mandela, jehož povzbudila v boji proti jihoafrickému apartheidu.
Ve druhých parlamentních volbách, které se konaly předčasně v červenci 1951, Cherut znatelně oslabil, když získal jen 8 poslaneckých mandátů. Výsledek na Begina dolehl natolik, že zvažoval odchod ze všech politických funkcí a odmítal formálně přijmout svůj poslanecký mandát. Nakonec však vedl k ještě militantnější politice vůči vládnímu Mapaji.

### Německé reparace
Příležitost k ostrému vymezení se vůči vládě dostal Begin ještě téhož roku kvůli Ben Gurionovu požadavku finančních reparací po Západním Německu. Důvodem tohoto kroku byla zoufalá finanční tíseň, s níž se Izrael potýkal kvůli velkému množství přistěhovalců. Získané finanční prostředky měly být použity jako pomoc při absorpci statisíců přeživších holocaust, a nemělo jít o „kompenzace“ za miliony židovských obětí. I přesto se proti podobnému ujednání zvedla vlna nevole napříč politickým spektrem. Zdaleka nejhlasitějším odpůrcem však byla strana Cherut a její předseda Begin. Ten reparace označil za „naprostou sprosťárnu, jíž podobnou jsme nepoznali od doby, co jsme se stali národem“ a tvrdil, že přijetí reparací by fakticky znamenalo odpuštění nacistických zločinů. Předběžná jednání se Západním Německem byla uzavřena v prosinci 1951 a k projednávání vlastní dohody o reparacích v Knesetu došlo 7. ledna 1952.

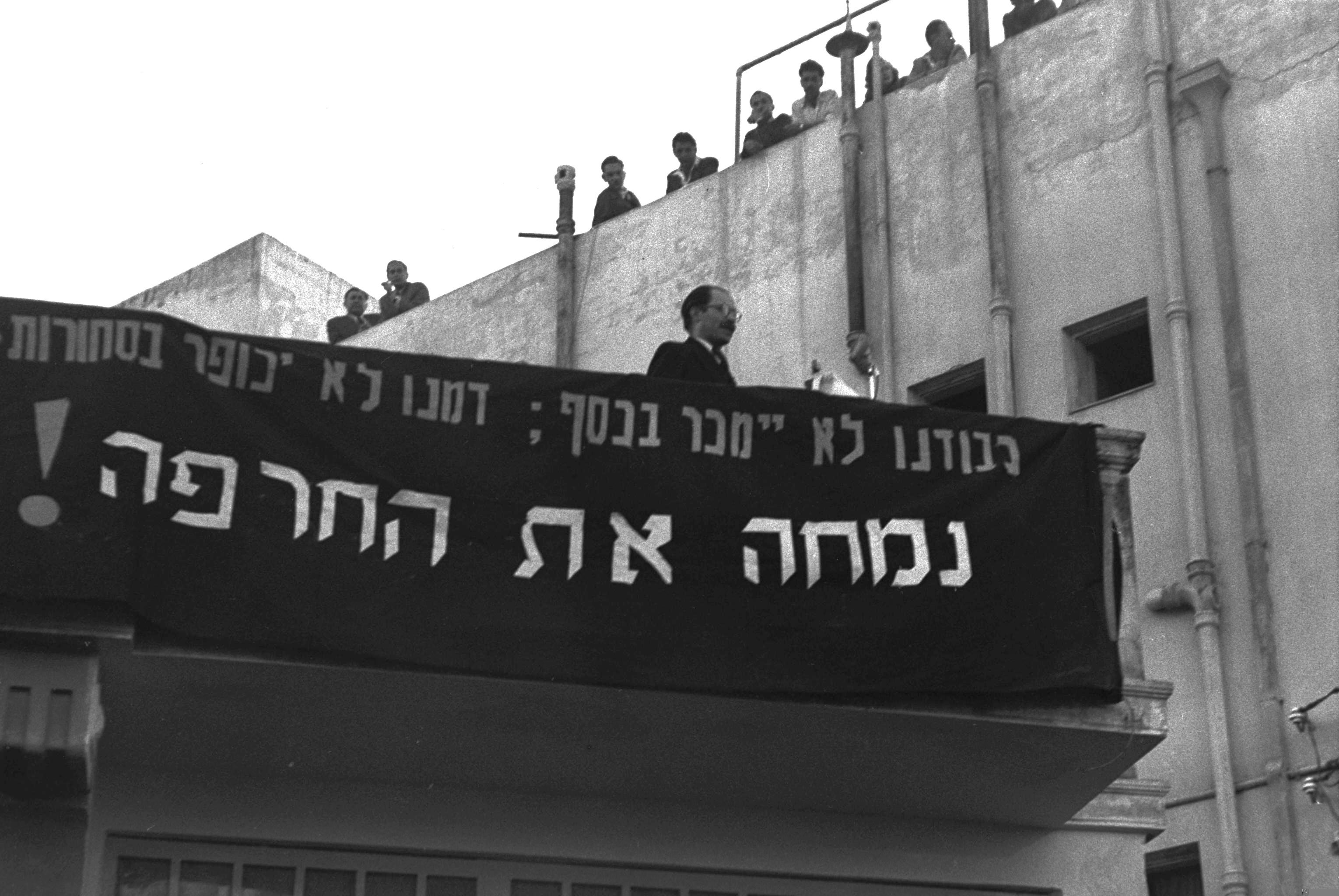
Při projevu na telavivské demonstraci proti reparacím v únoru 1952. Na transparentu stojí: „Naše čest nesmí být prodána za peníze; naše krev nesmí být odčiněna zbožím. Odstraňme hanbu!“

Toho dne pronesl Begin dramatický projev na Sijónském náměstí v Jeruzalémě, kde se shromáždilo na 15 tisíc protestujících. V něm napadl vládu a Izraelce vyzval k občanské neposlušnosti. Přislíbil obětovat svůj život, aby dohodám zabránil, a boj proti nim označil za bitvu na život a na smrt. Roznícený dav se poté vydal směrem k parlamentu (v té době sídlil ve Fruminově domě v ulici Krále Jiřího), který byl z bezpečnostních důvodů ohrazen zátarasy s ostnatým drátem a bráněn policisty. Tam dorazil i Begin – vůbec poprvé od svého opětovného zvolení (úřední přísahu složil pouhé dvě hodiny předtím). Ve svém proslovu verbálně napadl premiéra Ben Guriona, kterého označil za fašistu a výtržníka, a horoval proti reparacím:
| „                                                     | Určité věci jsou dražší než život. Určité věci jsou horší než život. Chceme opustit své rodiny a zemřít. Lidé chodili na barikády kvůli menším věcem. Vím, že budeme zavlečeni do koncentračních táborů. Zemřeme společně. | “ |
| — Menachem Begin při projevu v Knesetu, 7. ledna 1952 | |   |

Dav mezitím venku zaútočil kameny na budovu parlamentu a posléze i na zasahující policisty. Po pěti hodinách nepokojů se povolané armádě podařilo situaci zklidnit za použití vodních děl a slzného plynu. Stovky lidí byly zatčeny, přičemž 200 demonstrantů, 140 policistů a několik poslanců bylo zraněno. Begin byl činěn osobně odpovědným za podněcování davu a slovní útoky na premiéra, kvůli čemuž mu byla na tři měsíce zakázána účast na zasedáních Knesetu. I přes nepokoje se dohodu o dva dny později podařilo schválit těsnou většinou 61 hlasů.
Revizionistický odpor vůči reparačním dohodám však byl hluboký. V březnu 1952, kdy stále probíhala izraelsko-německá jednání, byla německými úřady zachycena dopisová bomba adresovaná západoněmeckému kancléři Konradu Adenauerovi. Při zneškodňování vybuchla, zabila jednoho pyrotechnika a další tři zranila. V souvislosti s útokem bylo následně v Paříži zadrženo pět Izraelců, kteří byli všichni bývalými členy Irgunu. Německo i Izrael se rozhodli držet celou věc v tajnosti, aby neohrozili vztahy mezi oběma zeměmi. O čtyřicet let později byl v pamětech jednoho z pětice zadržených mužů Begin označen za organizátora pokusu o atentát.

### Vznik Gachalu a ministrem ve vládě národní jednoty

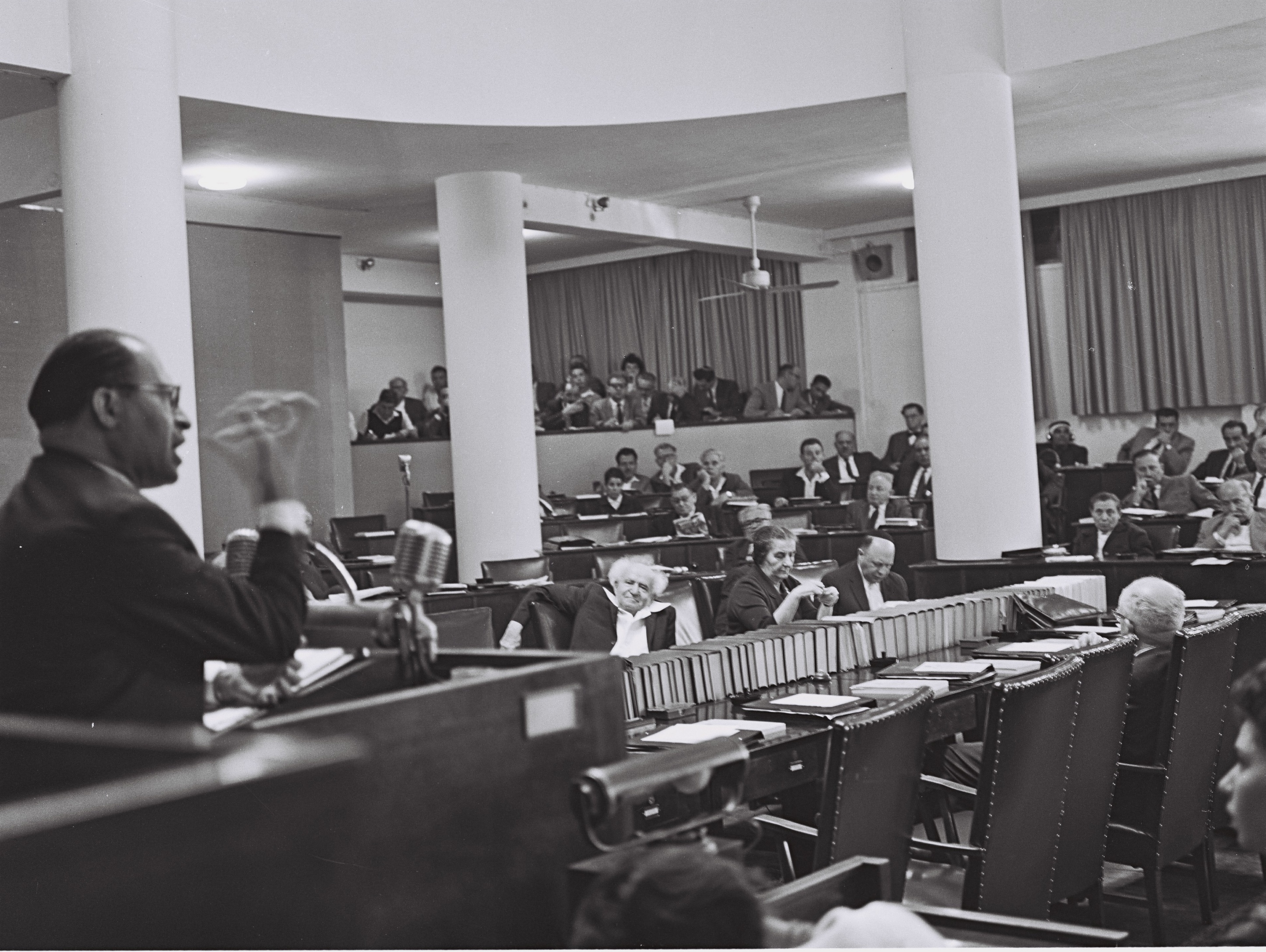
Begin vysvětluje plénu Knesetu postoj své strany k nově vzniklé vládě, únor 1961

Jen dva roky po násilnostech kolem reparačních dohod se objevila nová kauza, z níž Beginův Cherut politicky profitoval. Státní úředník a člen Mapaje Rudolf Kastner, který za války s Adolfem Eichmannem dojednal svobodu pro téměř 1700 maďarských Židů, byl nařčen z kolaborace s nacisty. V následném soudním sporu s novinářem, který jej obvinil, se podařilo proces obrátit nejen proti Kastnerovi, ale i proti činnosti vládnoucí strany Mapaj za války. Toho využil Cherut, jehož tisk útočil jak na svého hlavního politického rivala, tak na Kastnera. Rozsudek byl vynesen koncem června 1955, pouhý měsíc před izraelskými parlamentními volbami. Podle předsedajícího soudce byla Kastnerova činnost „kolaborací v plném smyslu toho slova“, jíž „zaprodal svou duši ďáblu“. Vláda Moše Šareta podala odvolání k Nejvyššímu soudu, načež Cherut 27. června zareagoval předložením návrhu na vyslovení nedůvěry vládě v Knesetu. Ten sice neprošel, ale zdržení se hlasování vládní strany Všeobecní sionisté vedlo premiéra k rezignaci. Beginova strana se snažila z celé situace vytěžit maximum, což se jí nakonec podařilo, když ve volbách téměř zdvojnásobila počet poslaneckých mandátů (z 8 na 15) a stala se druhou nejsilnější stranou parlamentu. Téhož roku Begin zahájil jednání s Všeobecnými sionisty o vytvoření jednotného nesocialistického politického bloku (k realizaci tohoto plánu však došlo až o deset let později). V roce 1956 byl podporovatelem sinajské války proti Egyptu, zároveň však chtěl, aby se válka rozšířila i proti Jordánsku.
V květnu 1965 se Beginovi podařilo dojednat vznik pravicové volební aliance Gachal (akronym pro „Blok Cherutu a Liberálů“), kterou tvořil Cherut a Liberální strana (nástupce Všeobecných sionistů). Díky tomuto spojení, ale i díky Ben Gurionovu odchodu z čela vlády před dvěma lety, dostal Begin svou stranu do centra izraelského politického povědomí. V listopadových parlamentních volbách sice uskupení získalo 26 poslaneckých mandátů, stále však o 19 zaostávalo za vítězným Ma'arachem (nástupce Mapaje). Následující rok jej proto na stranické konferenci Cherutu vyzval jeden z účastníků, tehdy dvacetiletý Ehud Olmert (pozdější izraelský premiér), k rezignaci. Rozzuření delegáti se na mladíka vrhli a zastavil je až Begin, který poznamenal, že dokud nejde o konspiraci, je výzva k rezignaci legitimním politickým nástrojem. Begin však předsedou zůstal a Olmert stranu opustil.

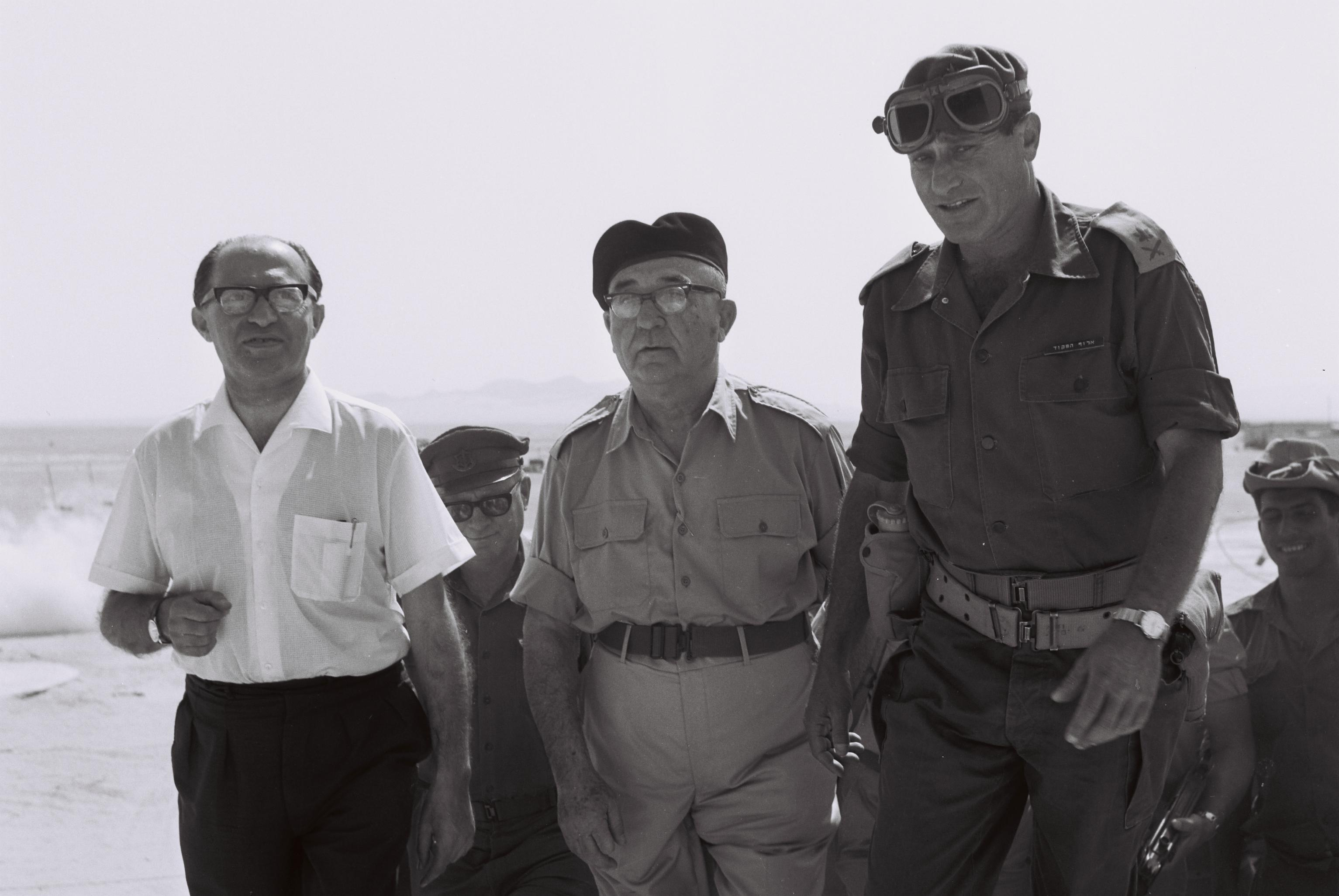
Zleva: Begin a Eškol při návštěvě izraelských jednotek na Sinajském poloostrově, 13. června 1967

Počínaje jarem 1967 docházelo ke stále intenzivnějším konfrontacím mezi arabskými státy a Izraelem, během nichž Egypt uzavřel 22. května Tiránskou úžinu pro izraelské lodě. Následujícího dne se uskutečnila mimořádná schůze vlády a představitelů armády, kam byl pozván i Begin coby vůdce opozice. Izrael následně oznámil, že egyptský krok považuje za casus belli. Počátkem června vytvořil premiér Levi Eškol vládu národní jednoty – vůbec první v izraelských dějinách, kam pozval i seskupení Gachal, jehož předseda Begin se stal ministrem bez portfeje. Stále rostoucí eskalace vyvrcholila 5. června, kdy Izrael zahájil preemptivní vojenskou operaci, která vešla ve známost jako šestidenní válka. V druhý den bojů naléhal Begin spolu s Jigalem Alonem na premiéra Eškola, aby nechal obsadit Staré Město, a ten nakonec svolil. Izraeli se válku podařilo vyhrát během šesti dnů, kdy obsadil východní Jeruzalém, Západní břeh Jordánu, Pásmo Gazy, Golanské výšiny a Sinajský poloostrov. Po jejím skončení však u některých území vyvstala otázka nad jejich budoucností. Nově vzniklé Hnutí za Velký Izrael, které Begin povzbuzoval, volalo po ponechání si všech obsazených území. Vláda národní jednoty pokračovala i v následujících letech, a Begin se v ní, jak za premiéra Eškola, tak později za jeho nástupkyně Goldy Meirové, snažil zabránit jednáním s arabskými státy, která by měla za cíl izraelské stažení ze Západního břehu Jordánu a Pásma Gazy. Když proto ministerská předsedkyně Meirová v srpnu 1970 souhlasila se zahájením jednání o americké mírové iniciativě, známé jako Rogersův plán, předpokládající vyhovění rezoluci Rady bezpečnosti č. 242, Gachal na protest proti tomuto postupu opustil vládu.

### Vznik Likudu
Begin si uvědomoval, že ačkoliv Gachal ve volbách v roce 1969 obhájil počet mandátů získaných před čtyřmi roky, nemá za stávající situace potenciál ohrozit vládnoucí Ma'arach. Ten totiž ve stále větším rozsahu prováděl pravicovou politiku, a to zejména ve vztahu k osidlování a rozvoji území obsazených v šestidenní válce. V roce 1973, kdy se měly konat další parlamentní volby, proto Begin přišel s myšlenkou vytvoření širšího bloku středopravicových stran. Problémem se však ukázalo být rozdílné politické smýšlení a osobní nevraživost mezi předsedy jednotlivých stran. To se nakonec podařilo překlenout až Arielu Šaronovi, oblíbenému generálovi a členovi Liberální strany, kterého Begin pověřil vyjednáváním. Navzdory počátečním problémům tak Begin v polovině září oznámil vznik formace Likud („Jednota“), která kromě Cherutu a Liberální strany sdružených do Gachalu sestávala ze stran ha-Merkaz ha-chofši, Rešima mamlachtit a Hnutí za Velký Izrael.
O měsíc později došlo na počátku října k vypuknutí jomkipurské války, při níž byl Izrael napaden Egyptem a Sýrií. Konflikt nakonec, za cenu mimořádných obětí a díky vojenské pomoci Spojených států, vyhrál. Šokovaný národ však žádal vysvětlení a rezignaci osob, které byly za počáteční neúspěchy a podcenění hrozby války zodpovědné. Za účelem nalezení odpovědí jmenovala vláda Goldy Meirové Agranatovu vyšetřovací komisi. Mezitím se blížily kvůli válce odložené parlamentní volby a významným tématem byla zamýšlená Ženevská konference, kde mělo být, na základě rezoluce Rady bezpečnosti č. 338, hledáno řešení arabsko-izraelského konfliktu. Begin izraelskou účast na konferenci zásadně odmítal a stavěl se i proti jakémukoli stahování z území obsazených v obou válkách, které by podle něj „ohrozilo mír a bezpečnost státu“. V prosincových volbách Likud získal 39 poslaneckých mandátů a zůstal tak na druhém místě. Znatelně však posílil, za což vděčil především jomkipurské válce. Podle Jicchaka Rabina ze strany Ma'arach uteklo Likudu volební vítězství kvůli odmítání mírové konference. Počátkem dubna zveřejnila Agranatova komise předběžnou zprávu, která konstatovala selhání ze strany vedení armády a vojenské rozvědky. Přestože Meirová i její ministr obrany Moše Dajan byli zproštění osobní zodpovědnosti, veřejnost požadovala jejich rezignaci. Likud za této situace vyvolal hlasování o nedůvěře vládě. Nakonec k němu však nedošlo, neboť ministerská předsedkyně sama rezignovala a vláda padla.

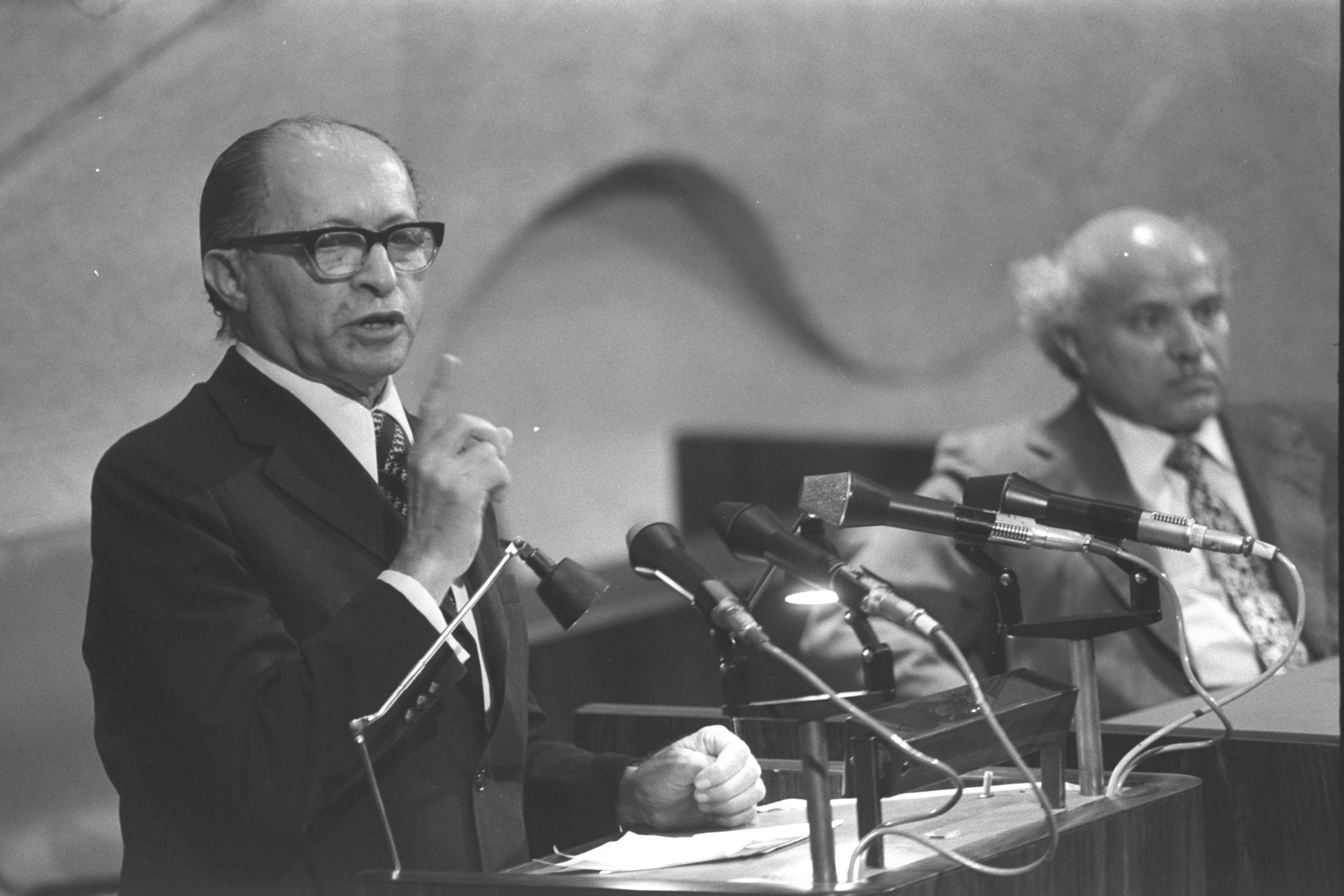
Begin při projevu v Knesetu, březen 1974

Nová vláda Jicchaka Rabina se potýkala s řadou problémů, jako byla například špatná ekonomická a sociální situace, pošramocená reputace armády či vnitrostranické spory. V červenci 1976 byl Begin jakožto vůdce opozice přizván Rabinem ke konzultacím vojenské mise na záchranu židovských a izraelských pasažérů letu společnosti Air France, které palestinští a němečtí teroristé drželi v ugandském Entebbe jako rukojmí. Koncem roku vláda padla, když se její představitelé v čele s premiérem zúčastnili ceremonie přivítání nové letky stíhacích letounů F-15, která se časově protáhla a narušila šabat. Likud se následně postavil proti vládě při hlasování o nedůvěře. Došlo tak k vyhlášení předčasných voleb, které byly stanoveny na květen 1977. Veřejné mínění však bylo stále zatíženo následky jomkipurské války a podle rozšířeného názoru již strana Ma'arach nebyla schopna vládnout. Navíc ji stíhal jeden skandál za druhým a Begin nevynechal v Knesetu jedinou příležitost, aby její chyby či politiku napadl. Šlo o četné případy korupce a zpronevěry ve státních institucích a podnicích, ale i ve vládní straně samotné (například Jadlinova aféra). Rabin nakonec jako volební lídr Ma'arachu rezignoval, když deník Haaretz odhalil, že jeho manželka Lea vlastní ve Spojených státech nelegální dolarový účet. Dva měsíce před volbami Begin utrpěl infarkt myokardu, v důsledku čehož se do kampaně nezapojil.

## Ministerským předsedou
Předčasné parlamentní volby ze 17. května 1977 znamenaly historický předěl v izraelských dějinách. Hlavní levicová strana Ma'arach, která do té doby stála v čele všech izraelských vlád (dříve jako Mapaj), v nich utrpěla těžkou porážku, a vůbec poprvé od vzniku státu se tak vítězem stala pravicová strana v podobě Likudu. Beginova volební aliance získala celkem 43 poslaneckých mandátů, zatímco Ma'arach pouze 32.

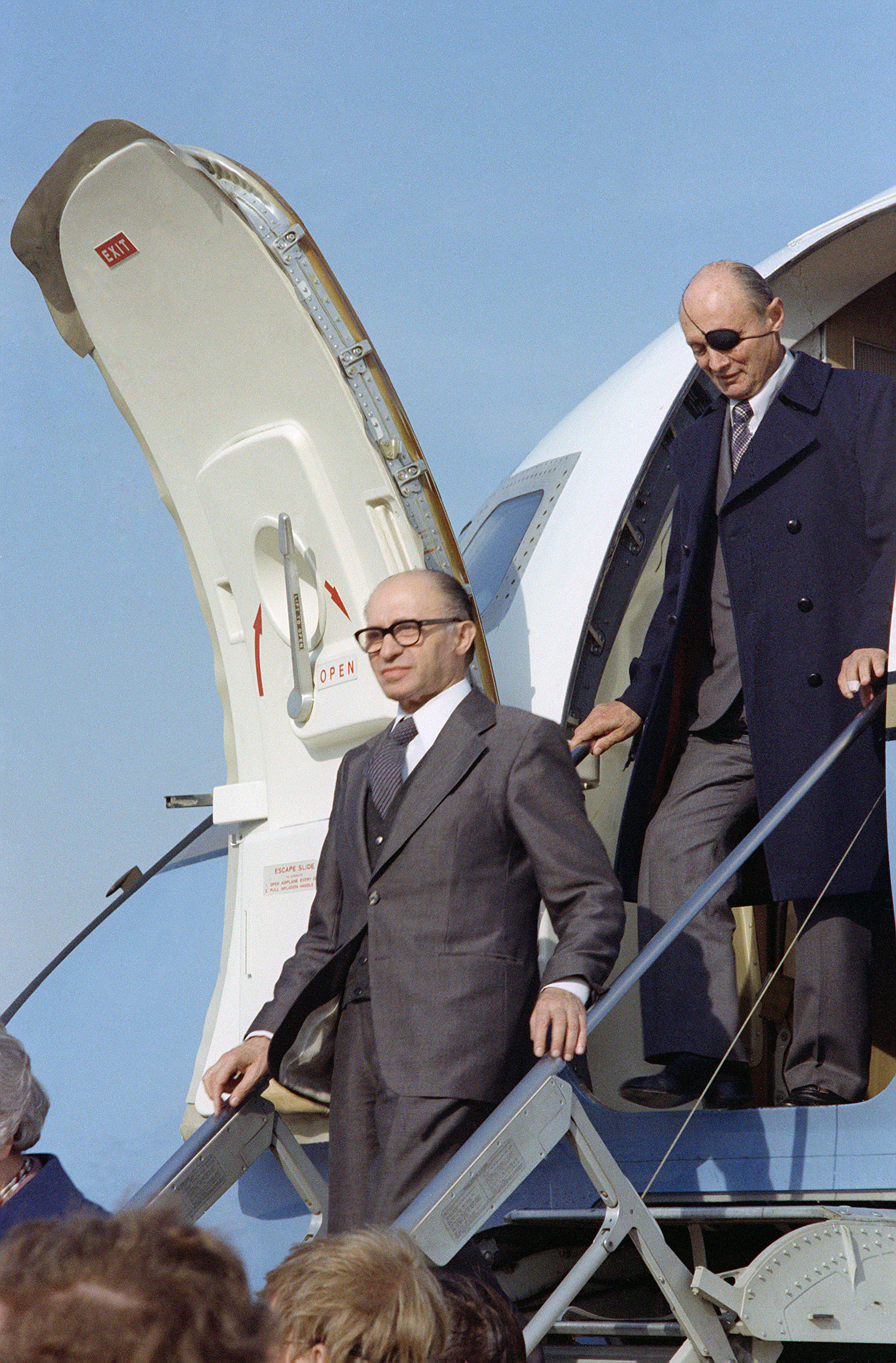
Begin (v popředí) a Moše Dajan vystupují z letadla během státní návštěvy USA, březen 1978

Na výsledku se odrazila hned celá řada faktorů. Kromě stigmatu jomkipurské války a zhoršení americko-izraelských vztahů za Rabinovy vlády šlo především o hlubší socioekonomické změny, přinášející nové schéma rozložení sil mezi jednotlivými skupinami izraelské společnosti. Jednalo se o vyvrcholení frustrace a snah sefardských a orientálních Židů o získání většího vlivu, započatých o necelé dvě desítky let dříve. Ti si totiž v Izraeli, kde ekonomickým a politickým institucím dominovali již od vzniku státu aškenázští Židé, připadali jako občané druhé kategorie. Přestože Begin byl sám Aškenáz, podařilo se mu díky obratné rétorice a minulosti outsidera sefardské voliče získat. Část voličů Ma'arachu navíc přešla k nově vzniklému Demokratickému hnutí za změnu (známému pod akronymem Daš).
Ve svém prvním povolebním projevu Begin označil vítězství Likudu za „zvrat v dějinách židovského lidu“. V Knesetu poté přednesl výzvu k míru:
| „ | Naším hlavním cílem je odvrátit válku na blízkém východě. Apeluji na krále Husajna a prezidenty Asada a Sadata, aby se se mnou setkali v jejich hlavním městě či na neutrálním území. V regionu už bylo prolito příliš židovské a arabské krve. Ukončeme krveprolití, které všichni nesnášíme. | “ |

Historicky první pravicovou vládu Begin sestavil ze stran Likud, Šlomcijon, Národní náboženské strany a Agudat Jisra'el. Jako nezařazený poslanec v ní navíc byl prominentní levicový politik a bývalý náčelník Generálního štábu Moše Dajan. Tomu nabídl post ministra zahraničních věcí, a to jednak kvůli jeho mezinárodní pověsti, ale i proto, aby uklidnil mezinárodní společenství, které mělo z pravicové vlády obavy. Později, koncem října, rozšířila řady vlády strana Daš, čímž jí zajistila téměř dvoutřetinovou většinu v parlamentu. Beginův kabinet se ujal vlády 20. června, kdy složil slib.

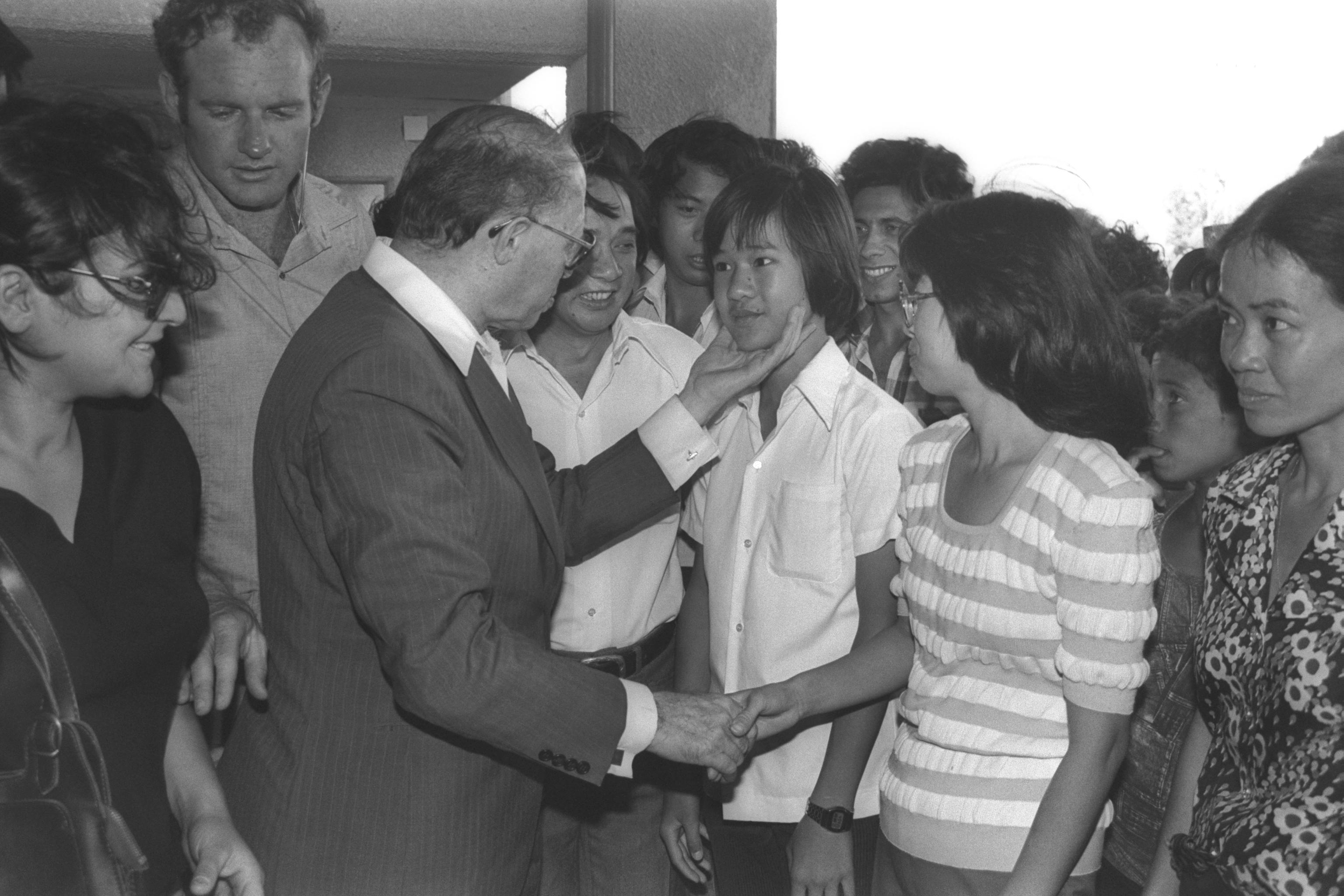
Begin při setkání s vietnamskými uprchlíky v integračním centru v severoizraelské Afule, červen 1980

Jeho prvním rozhodnutím ve funkci premiéra bylo udělení azylu 66 vietnamským uprchlíkům prchajícím před tamním komunistickým režimem, které o deset dní dříve uprostřed Jihočínského moře zachránila izraelská nákladní loď. Skutečnost, že byli předtím odmítnuti ve všech státech sousedících s Vietnamem, připomněla Beginovi podobný osud, který potkal židovské uprchlíky, snažící se po moři uprchnout holocaustu. V následujících dvou letech jeho vláda poskytla útočiště více než třem stovkám uprchlíků z Vietnamu.

### Mírová smlouva s Egyptem

Zleva: Anvar Sadat, Jimmy Carter a Menachem Begin po podepsání egyptsko-izraelské mírové smlouvy, 26. března 1979

Během první státní návštěvy Spojených států v polovině července 1977 hovořil Begin s americkým prezidentem Jimmy Carterem o arabsko-izraelském konfliktu a naznačil možnost podstatného stažení Izraele ze Sinajského poloostrova výměnou za mír s Egyptem. Zároveň ale odmítl diskusi o Golanských výšinách a s Carterem se zásadně neshodl v otázkách izraelských osad a palestinského problému. Ve vztahu k Egyptu se snažil o zlepšení vzájemných vztahů, a proto rozhodl o předání zpravodajských informací o připravovaném atentátu na egyptského prezidenta Anvara Sadata ze strany palestinských radikálů, které se podařilo získat Mosadu. Sadat byl za informace Izraelcům velmi vděčný a v srpnu 1977 vyjádřil při setkání s americkým ministrem zahraničních věcí Cyrusem Vancem odhodlání sejít se Beginem. V polovině září se za zprostředkování Nicolae Ceaușeska a Hasana II. uskutečnilo v Maroku setkání mezi Moše Dajanem a egyptským místopředsedou vlády Hasanem Tuhamím, které otevřelo prostor pro schůzku mezi izraelským premiérem a egyptským prezidentem. Jak Begin, tak Sadat preferovali egyptsko-izraelskou mírovou iniciativu před těžkopádnou mezinárodní konferencí v Ženevě prosazovanou Carterem. Dne 9. listopadu Sadat přednesl projev v egyptském parlamentu, v němž prohlásil, že je ochoten osobně jet jednat do Izraele: „Chci jít třeba až na konec světa kvůli míru. Izrael se nyní podiví nad tím, co teď před vámi řeknu, a to je, že jsem připraven jít do jejich vlastního domu, do Knesetu, abych k němu hovořil.“ Prohlášení způsobilo ohromení nejenom v Egyptě, ale i ve Spojených státech a Izraeli. Begin se rozhodl Sadata do Jeruzaléma pozvat, a ten nabídku přijal. Dne 20. listopadu se během historické cesty stal Anvar Sadat vůbec prvním arabským vůdcem, který Izrael oficiálně navštívil. Ve svém 40minutovém projevu v Knesetu mimo jiné řekl:
| „                                              | Rozhodl jsem se přijít za vámi s otevřenou myslí, otevřeným srdcem a vědomým odhodláním, abychom mohli nastolit mír založený na spravedlnosti. (…) Nepřijel jsem, abych uzavřel separátní mír mezi Izraelem a Egyptem, ale abych ukončil válečný stav mezi oběma zeměmi. (…) Existují arabská území, která Izrael okupuje ozbrojenou silou. Trváme na vašem úplném stažení z těchto území, včetně arabského Jeruzaléma. (…) Ve vší upřímnosti vám říkám, že nemůže být míru bez Palestinců. (…) Řekněte svým synům, že minulá válka byla poslední válkou a posledním zármutkem. | “ |
| — Anvar Sadat, 20. listopadu 1977 v Jeruzalémě | |   |

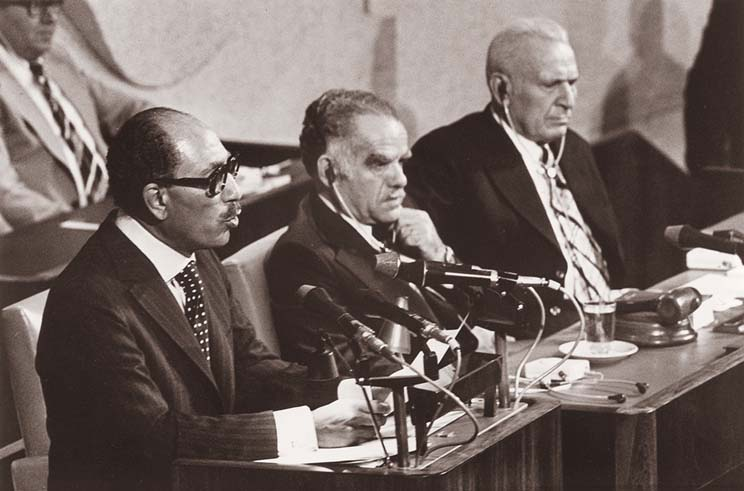
Anvar Sadat (vlevo) během svého historického projevu v Knesetu, 20. listopadu 1977

Bezprostředně po setkání byla zahájena egyptsko-izraelská jednání, která se ale komplikovala, neboť Egypt požadoval izraelské stažení ze všech okupovaných území a souhlas se sebeurčením palestinských Arabů. Zároveň považoval za neakceptovatelný izraelský návrh postupného odsunu ze Sinajského poloostrova, který měl skončit až v roce 2000. Koncem prosince 1977 se Begin a Sadat sešli v Ismáilii, ale setkání skončilo fiaskem. V lednu 1978 se vyjednávání zadrhla úplně a následující půl roku uvázla na mrtvém bodě. V březnu předala skupina záložních důstojníků Beginovi otevřený dopis, v němž jej žádala, aby pokračoval v mírových jednáních – z tohoto počinu následující měsíc vzešlo mírové hnutí Mír nyní. Téhož měsíce došlo 14. března k izraelské invazi do Libanonu v reakci na soustavné přeshraniční palestinské teroristické útoky (například masakr na pobřežní silnici). Při operaci Lítání obsadila izraelská armáda desetikilometrové pásmo podél hranice a systematicky ničila základny Organizace pro osvobození Palestiny (OOP). Po třech měsících se armáda stáhla a dohled nad oblastí převzaly prozatímní jednotky OSN v Libanonu (UNIFIL). V jižní části Libanonu si však Izrael i nadále zachoval nepřímou kontrolu prostřednictvím podpory proizraelské Jiholibanonské armády, které přenechal pásmo území severně od svých hranic.

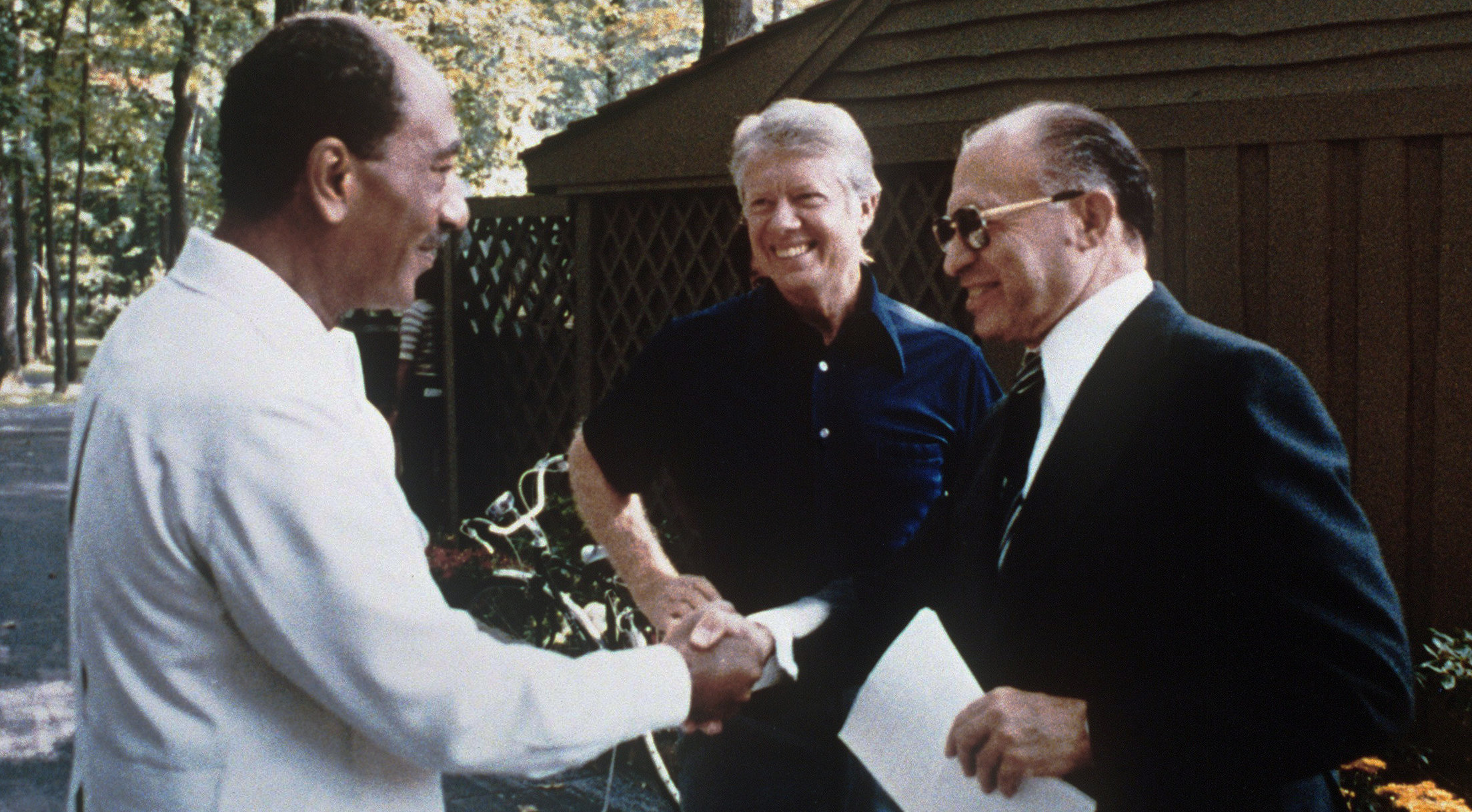
Zleva: Anvar Sadat, Jimmy Carter a Menachem Begin během mírových jednání v Camp Davidu, 1978

Spojené státy se pokusily dát stagnujícím rozhovorům nový impuls a koncem srpna pozvaly obě strany na schůzku v americkém prezidentském sídle Camp David v Marylandu. Ta začala 4. září 1978 a kromě Begina, Sadata a jejich týmů se jí jako prostředníci účastnili prezident Carter a jeho poradce Zbigniew Brzezinski. Usilovná jednání trvala třináct dnů, během nichž téměř ztroskotala, neboť Begin trval na tom, aby si Izrael ponechal své osady a letiště na Sinaji, což bylo pro Egypt nepřijatelné. Nakonec ale izraelský premiér ustoupil po Carterově příslibu vybudování dvou nových leteckých základen v Negevské poušti na náklady USA. Egypt a Izrael tak dosáhly shody nad rámcovými dohodami, které vešly ve známost jako dohody z Camp Davidu. Ty měly dvě části. První vyzývala k palestinské autonomii na Západním břehu Jordánu a v Pásmu Gazy a požadovala uznání legitimního práva palestinského národa. Zároveň volala po normalizaci vztahů mezi Izraelem a jeho arabskými sousedy. Izrael tak vůbec poprvé připustil národní aspirace palestinských Arabů. O šestnáct let později se všechny základní principy a komponenty této první dohody staly základem mírových dohod z Osla. Druhá část tvořila rámec pro uzavření mírové smlouvy mezi Egyptem a Izraelem, a počítala se stažením izraelských vojsk ze Sinajského poloostrova v horizontu tří let, navázáním diplomatických vztahů mezi oběma zeměmi či právem průjezdu izraelských lodí Suezským průplavem.

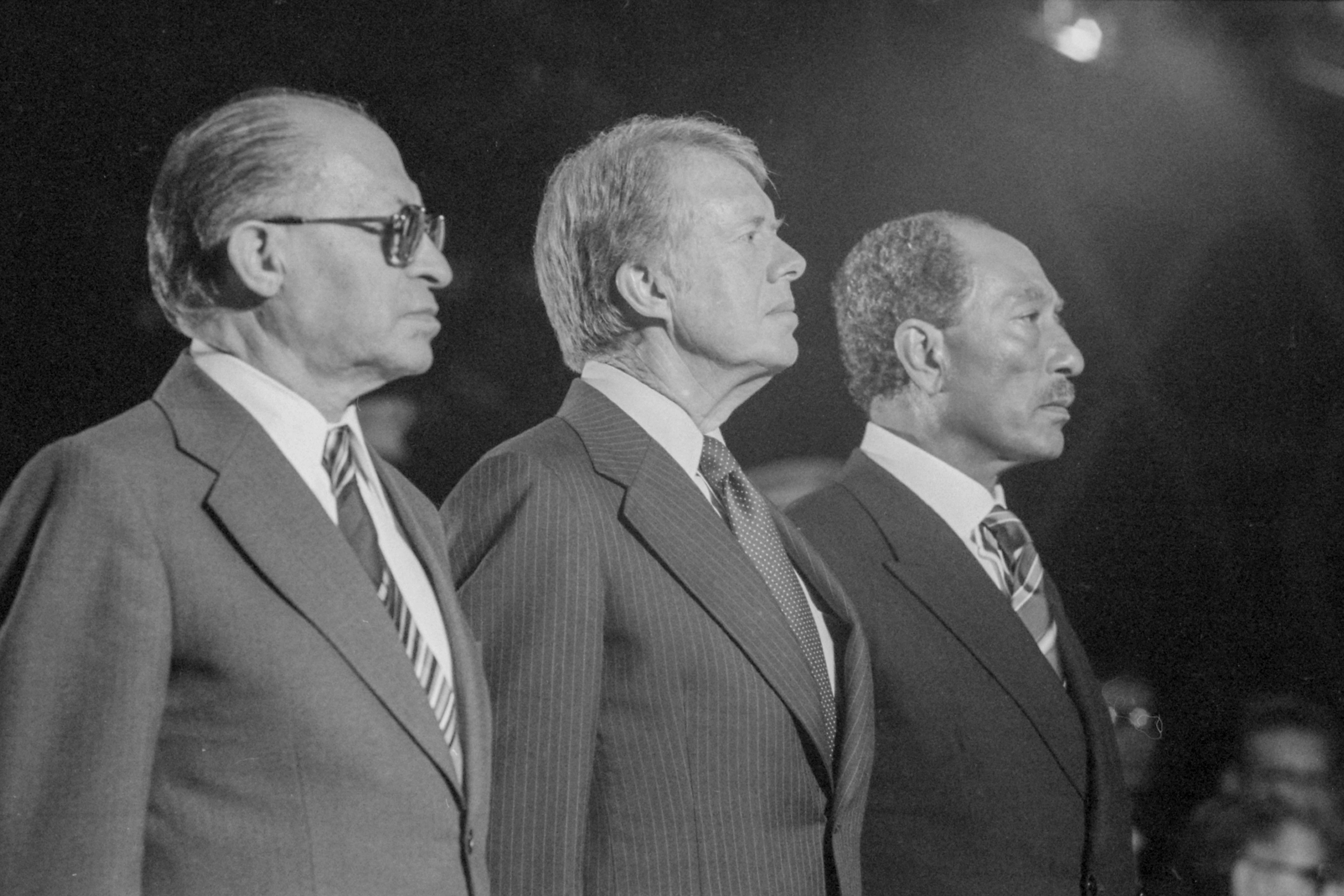
Zleva: Menachem Begin, Jimmy Carter a Anvar Sadat při podepsání dohod z Camp Davidu, 17. září 1978

Dohody byly Beginem, Sadatem a Carterem podepsány 17. září 1978. Poslanci Knesetu je ratifikovali o deset dní později 84 hlasy ze 120, čehož však Begin dosáhl jen díky hlasům opozice. Jejich schválení vedlo k rozkolu v Beginově straně Likud. Hlavním důvodem bylo plánované vyklízení izraelských osad na Sinaji, kde žilo přes sedm tisíc Izraelců, a vrácení Šarm aš-Šajchu, který je klíčovým místem pro kontrolu Akabského zálivu. Řada prominentních členů Likudu (například Jicchak Šamir), proti dohodám protestovala, další (například Ge'ula Kohenová či Moše Šamir) stranu opustili. Jednotlivé krajně pravicové frakce se nakonec v říjnu 1979 spojily ve stranu Techija.
Závěrečná jednání o mírové smlouvě začala v říjnu ve Washingtonu. Záhy se však jako problém ukázalo být izraelské moratorium na výstavbu osad na Západním břehu Jordánu. Zatímco Carter předpokládal jeho trvání do zvolení palestinské samosprávné rady, Begin oznámil jeho trvání ve lhůtě tří měsíců a odmítal ustoupit. Sadat se mezitím kvůli dohodám z Camp Davidu ocitl pod ještě větším vnitropolitickým i zahraničním tlakem (kritizován byl již za návštěvu Jeruzaléma) a počátkem listopadu Egypt podmínil uzavření mírové smlouvy definitivním rozvrhem pro palestinskou autonomii. Beginova vláda tyto nové požadavky odmítla. Počátkem března se Carter vypravil do Egypta a posléze do Izraele, a podařilo se mu mezi oběma státy dosáhnout dohody. Na izraelské straně díky dodatečným příslibům zhruba tří miliard dolarů každoroční vojenské a ekonomické pomoci.
Poslanci Knesetu nakonec mírovou smlouvu ratifikovali 20. března 1979, po 28 hodin dlouhé bouřlivé debatě, 95 hlasy ze 120. Begin, Sadat a Carter ji posléze slavnostně podepsali o šest dní později, 26. března, před Bílým domem ve Washingtonu. Begin tehdy ve svém projevu řekl, že jde o třetí největší den jeho života: „Ten první nastal, když byla vyhlášena nezávislost Izraele. Druhý, když se z Jeruzaléma opět stalo jedno město, a ten třetí, to je právě teď.“ Podepsání mírové smlouvy znamenalo zlomový okamžik v dějinách Blízkého východu. Šlo totiž o vůbec první mírovou smlouvu mezi arabským státem a Izraelem. Vzhledem k významu, jaký má Egypt v arabském světě, a s ohledem na skutečnost, že do té doby šlo o největšího a nejmocnějšího izraelského nepřítele, měla mírová smlouva daleké strategické a geopolitické dopady. Za své mírové úsilí obdrželi Menachem Begin a Anvar Sádát Nobelovu cenu za mír, kterou Begin slavnostně převzal 10. prosince 1979 v norském Oslu (Sadat přítomen nebyl).
Izrael musel postupně předat Egyptu celý Sinajský poloostrov, který okupoval od šestidenní války. Za tu dobu v oblasti vybudoval osmnáct sídel a rozsáhlou infrastrukturu, počínaje silnicemi a letišti, až po nemocnice, továrny, turistické resorty při Akabském zálivu a ropná pole. Poloostrov byl ale důležitý také z vojenského hlediska; jednak poskytoval strategickou obrannou hloubku pro případ napadení a nadto zde bylo umístěno také 170 izraelských vojenských zařízení, včetně leteckých základen. Egypt nakonec pokračoval v plnění dohod aniž by došlo k jakémukoli pokroku v otázce palestinské samosprávy na Západním břehu Jordánu a v Pásmu Gazy. K jejímu vytvoření nedošlo z důvodu obstrukcí ze strany izraelské pravice, arabských států a OOP v čele s Jásirem Arafatem.

### Budování osad a Jeruzalémský zákon

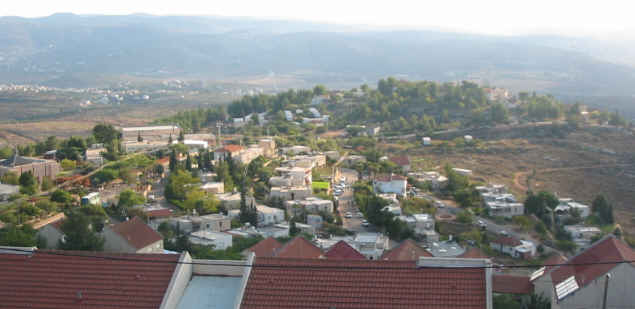
Den po svém zvolení Begin navštívil budovanou osadu Elon More u Náblusu (na fotografii), kde prohlásil: „Stojíme na půdě osvobozeného Izraele. Bude mnoho osad jako Elon More. V nadcházejících týdnech bude velmi mnoho nových osad.“

Za Beginovy vlády došlo na Západním břehu Jordánu a v Pásmu Gazy k rozsáhlé expanzi izraelských osad, s cílem posílit izraelskou bezpečnost a do budoucna prakticky znemožnit jakékoli územní ústupky či vznik palestinského státu. V zásadě nastal odklon od zalidňování periferních oblastí v duchu Alonova plánu (například v údolí řeky Jordán), a namísto toho byl kladen větší důraz na místa spojená s židovskými dějinami a lokality podél zelené linie a v okolí Jeruzaléma. Realizaci osadnické politiky měl na starost Ariel Šaron, a to nejprve jako ministr zemědělství a posléze i coby ministr obrany. V roce 1979 vláda zrušila omezení na nákup půdy na Západním břehu Jordánu. Šaron zároveň prosadil finanční motivace pro všechny, kdo budou ochotni se do osad přestěhovat, a to v podobě nižších cen nemovitostí, levnějších hypoték či daňových úlev.
Mezi lety 1977 a 1983 vzrostl počet izraelských osad více než čtyřnásobně (z 24 na 106). Ještě rychlejší růst zaznamenal počet Izraelců, kteří v nich žili – téměř devítinásobný (z 3200 na 28 400). Cílem vlády bylo, aby koncem 80. let žilo v osadách 100 tisíc Izraelců. Odmítání palestinské autonomie a stavba osad však rozdělovala vládu, z níž proto v říjnu 1979 odešel nejprve ministr zahraničí Moše Dajan, následně v květnu 1980 ministr obrany Ezer Weizman. Dajana poté nahradil Jicchak Šamir, zatímco portfolio obrany si ponechal Begin. Nakonec koalici opustila i strana Daš, která se fakticky rozpadla, kvůli čemuž byly na červen 1981 vyhlášeny předčasné parlamentní volby.
Dne 30. července 1980 prosadila jeho vláda základní zákon Jeruzalém (tzv. Jeruzalémský zákon), který formálně sjednotil západní a východní Jeruzalém, a prohlásil jej „věčným nedělitelným hlavním městem Izraele, zcela pod izraelskou suverenitou“. Rada bezpečnosti OSN v reakci na tentok krok přijala rezoluci č. 478, jíž zákon označila za neplatný a jeho přijetí za porušení mezinárodního práva.
V březnu 1981 došlo k izraelsko-syrské konfrontaci v Libanonu, když Sýrie porušila podmínky dohody, kterou s Izraelem uzavřela během libanonské občanské války v roce 1976. Eskalaci konfliktu se nakonec podařilo zabránit zvláštnímu americkému emisarovi Philipu Habibovi. O několik měsíců později se Izrael v červenci střetl s OOP, kdy izraelské letectvo podnikalo vzdušné údery na její tábory, zatímco OOP raketami Kaťuša paralyzovala sever židovského státu. I tentokrát příměří vyjednal Habib. Pro Begina však bylo ponižující, neboť hrozbu v Libanonu, ať palestinskou či syrskou, neřešilo.

### Zničení iráckého jaderného reaktoru
Mezi zásadní témata Beginovy první vlády patřil irácký jaderný program, Izraelem pokládaný za existenční hrozbu. V roce 1975 se Saddámu Husajnovi podařilo dojednat koupi 40megawattového francouzského lehkovodního reaktoru třídy Osiris, který měl být vybudován nedaleko Bagdádu. Izrael se obával možnosti jeho využití k výrobě jaderných zbraní, jak na základě zpravodajských informací, tak z důvodu, že i přes irácké proklamace o mírovém účelu reaktoru se Husajn nijak netajil svými záměry jaderného zbrojení. Izraelská diplomacie se neúspěšně snažila přesvědčit Francii a Itálii (ta byla subdodavatelem) k ukončení spolupráce s Irákem již za předchozí Rabinovy vlády, a v tomto úsilí pokračovali i ministři zahraničí Dajan a Šamir. V rámci snah o oddálení výstavby provedl Mosad v dubnu 1979 tajnou operaci, při níž výbušninami vážně poškodil reaktorové jádro, připravené ve Francii k vyexpedování do Iráku.

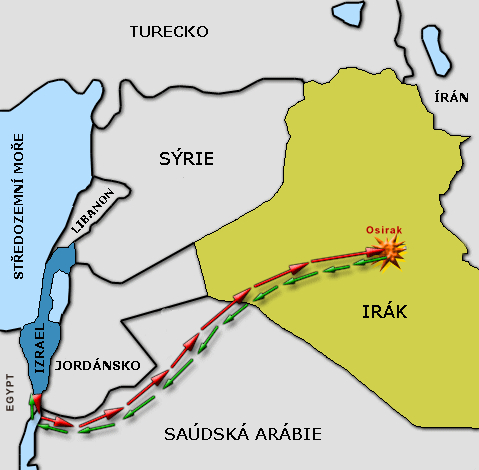
Trasa, kterou izraelské letouny použily během operace Opera

Begin byl přesvědčen, že Irák usiluje o získání jaderné zbraně a nebyl ochoten to dopustit. Jeho rozhodnutí motivovalo jak snaha zabránit dalšímu možnému holocaustu, tak obava, že pokud by byl poražen v blížících se parlamentních volbách, levicová vláda by nemusela najít odvahu preventivní úder provést. Rozhodnutí o útoku bylo ve vládě ostře diskutováno, a to i z důvodu možných mezinárodních dopadů. Tábor zastánců operace nakonec převážil, když vláda získala zpravodajské informace o blížící se přepravě palivových tyčí, neboť po jejich instalaci a zprovoznění reaktoru by jeho bombardování mohlo způsobit radioaktivní spad. Letecký útok byl schválen v říjnu 1980, načež Begin nařídil náčelníkovi Generálního štábu Rafa'elu Ejtanovi vypracovat plán jeho provedení. Izraelské letectvo nakonec přísně tajnou akci, nesoucí kódový název operace Opera, provedlo 7. června 1981. Zúčastnilo se jí osm letounů F-16A a šest doprovodných letounů F-15A, které musely na cestě ke svému cíli překonat vzdálenost 1610 kilometrů a narušit vzdušný prostor Saúdské Arábie a Iráku. Letecký útok byl úspěšný a pilotům se podařilo kompletně zničit nejen reaktor, ale i jeho chladicí zařízení a údajně i tajnou podzemní linku na úpravu plutonia pro vojenské účely. Bylo to vůbec poprvé v dějinách, kdy byl letecky zničen jaderný reaktor. Následující den vydala izraelská vláda prohlášení, jehož závěrečná část vešla ve známost jako tzv. Beginova doktrína:
| „ | Za žádných okolností nedovolíme nepříteli vyvíjet zbraně hromadného ničení proti lidu Izraele. | “ |

Izraelskou operaci ostře odsoudila Rada bezpečnosti, která jí v jednomyslně přijaté rezoluci č. 487 označila jako porušení charty Spojených národů. Kvůli načasování útoku (uskutečnil se pouhé tři týdny před volbami) vládu zkritizoval šéf nejsilnější opoziční strany Šimon Peres, který jej označil za předvolební trik. Se svým názorem se však setkal s odporem izraelské veřejnosti, která premiérovo rozhodnutí podporovala. Beginův Likud nakonec volby vyhrál, bezesporu i díky této vojenské operaci. Ve 120členném Knesetu získal 47 mandátů a jeho druhá vláda sestávala ze stran Likud, Národní náboženská strana, Agudat Jisra'el, Tami, Telem a Techija (poslední zmíněná do vlády vstoupila až v červenci 1982). Klíčová portfolia obrany a zahraničních věcí v ní získali Ariel Šaron a Jicchak Šamir.

### Smrt Sadata, anexe Golanských výšin a vyklízení osad

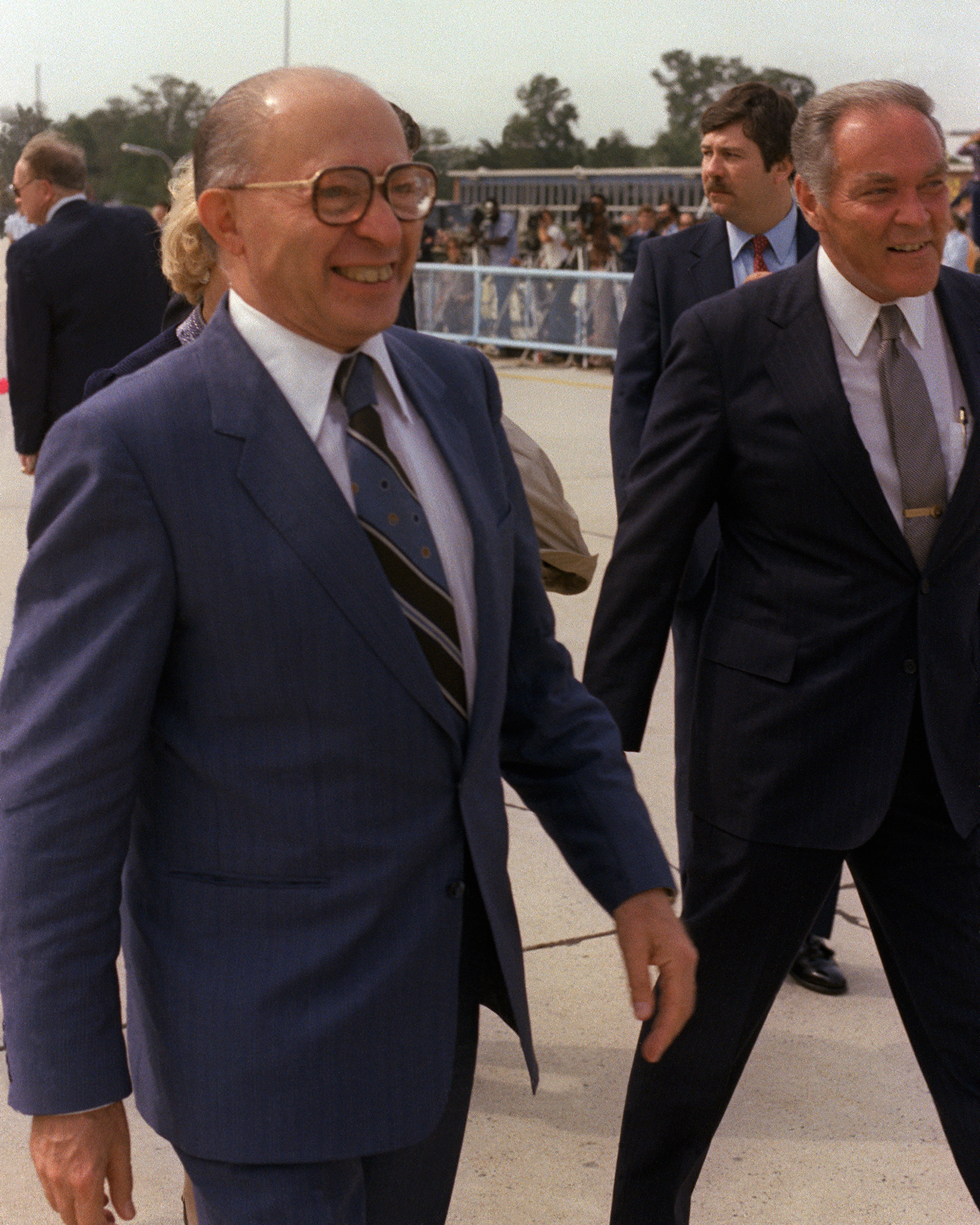
Begin během návštěvy Spojených států, září 1981

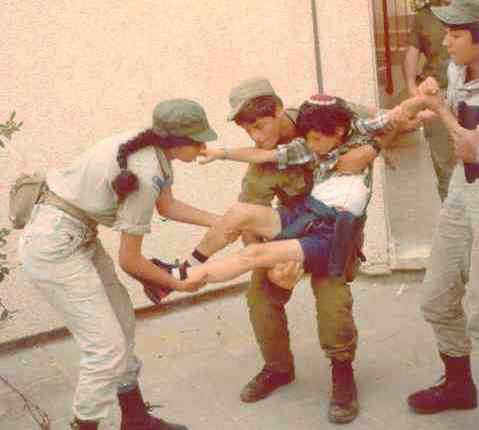
Izraelští vojáci evakuují dítě osadníků ve městě Jamit, duben 1982

Uzavřením míru s Izraelem se egyptský prezident Sádát zapsal do dějin, zároveň ale rozdělil egyptskou společnost, což vyvrcholilo 6. října 1981, kdy na něj islámští fundamentalisté pro jeho podporu mírového uspořádání spáchali atentát. Stalo se tak během vojenské přehlídky při příležitosti výročí operace Badr, při níž egyptská armáda na počátku jomkipurské války úspěšně překročila Suezský průplav. Sádát byl na místě mrtev a novým prezidentem se stal jeho viceprezident Husní Mubárak. Atentát mír mezi oběma státy neohrozil, stal se ale tzv. „studeným mírem“, a nedošlo k naplnění některých aspirací, jako hospodářské spolupráce, rozvoje obchodu a turistiky apod.
Dne 14. prosince 1981 prosadila Beginova vláda zákon o Golanských výšinách, kterým de facto anektovala Golanské výšiny (ač zákon tento postup za anexi neoznačoval). Izrael se za tento krok (podobně jako při sjednocení Jeruzaléma) dočkal na mezinárodní scéně kritiky a Rada bezpečnosti zmíněný zákon rezolucí č. 497 jednomyslně prohlásila za neplatný a postrádající mezinárodní právní účinek. Administrativa amerického prezidenta Ronalda Reagana navíc na Izrael uvalila finanční sankce, na což Begin zareagoval slovy, že je s Izraelem „zacházeno jako s vazalským státem“.
Když mělo v roce 1982 dojít k evakuaci izraelských osad na Sinajském poloostrově v rámci naplňování mírové smlouvy s Egyptem, řada osadníků odmítala odejít, a bylo proto nutné je vyhnat násilím za použití armády. Vojáci místní usedlíky často odnášeli, protože odmítli odejít, jindy je stahovali ze střech. Nejnapjatější byla situace ve městě Jamit, kde se skupina mužů, následovníků radikála Me'ira Kahaneho, zavřela do bunkru a hrozila odpálením nálože v případě vojenské akce. Nakonec ale bunkr opustili dobrovolně. Armáda poté systematicky ničila místní infrastrukturu, aby se osadníci neměli kam vrátit. Navzdory traumatu, které vysídlení přineslo, politická podpora mírové smlouvě nevyprchala a Sinajský poloostrov byl Egyptu předán 25. dubna 1982. Beginovo smíření se s navrácením Sinaje a vyklizením osad bylo motivováno čistě pragmatickými důvody: nemusel výměnou za to učinit to samé v případě Západního břehu Jordánu. Navíc v tomto ohledu ani nemusel ustupovat ze svých revizionistických zásad, neboť Sinajský poloostrov nebyl nikdy součástí biblické země izraelské.
V dubnu 1982 se vládní Národní náboženské straně podařilo Begina přimět k prosazení zákazu letů národního leteckého dopravce El Al o šabatu. Podle historika Martina Gilberta toto rozhodnutí znamenalo „bod obratu v rovnováze mezi světskou a náboženskou částí izraelské společnosti.“ Mezi dubnem až červnem 1982 probíhala v jižním Atlantiku válka o Falklandy mezi Argentinou a Spojeným královstvím. Podle argentinského novináře Hernana Dobryho měl během ní Begin nařídit tajné dodávky izraelských zbraní do Argentiny, neboť stále nenáviděl Brity a chtěl se jim pomstít za smrt svého přítele Dova Grunera, který byl za dob mandátní Palestiny popraven britskými úřady.

### Ekonomická a imigrační politika

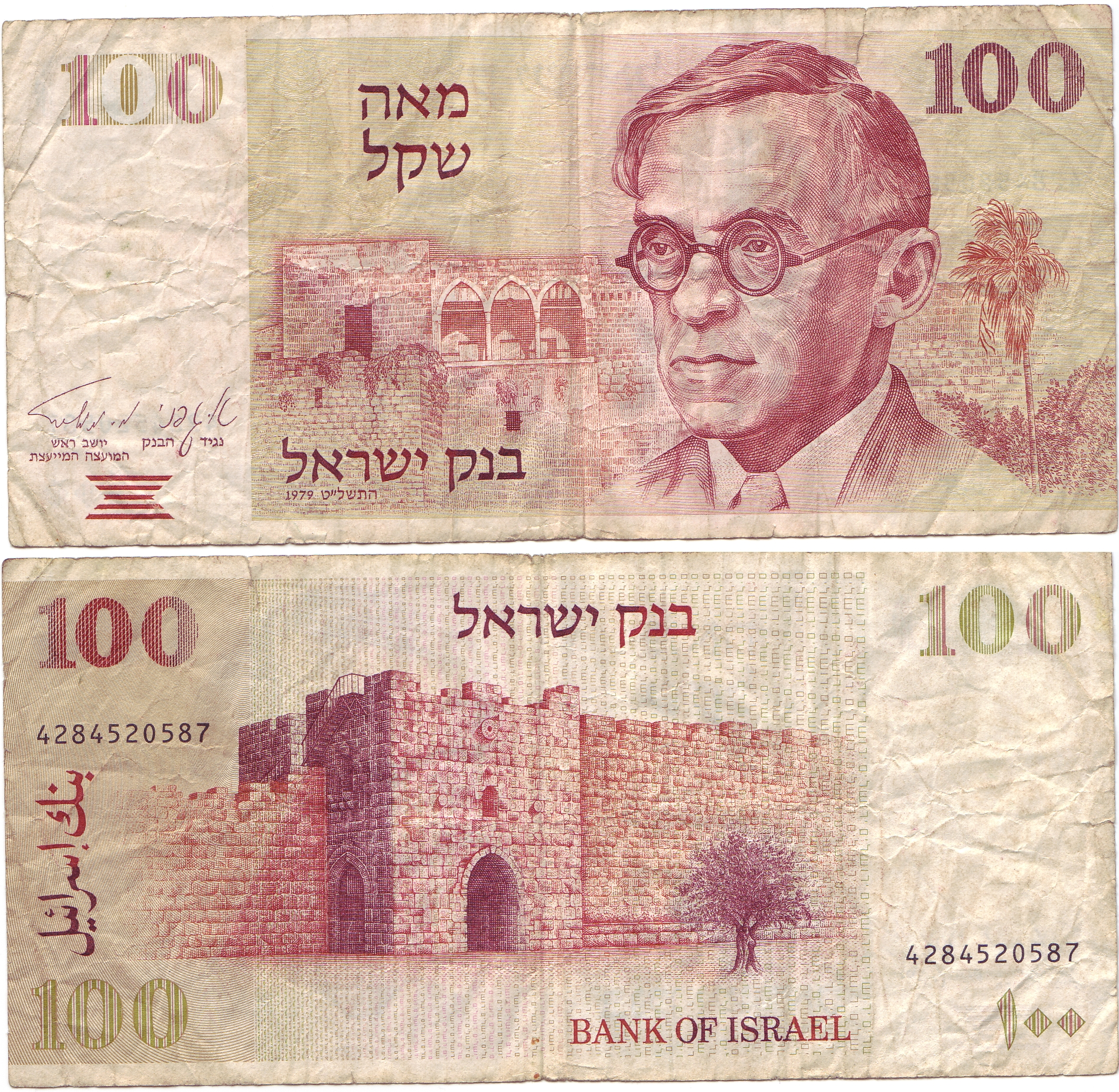
Bankovka nové měny o hodnotě 100 šekelů. Na aversní straně bankovky je vyobrazen Beginův mentor Vladimír Žabotinský.

Během svých funkčních období usiloval o ekonomickou liberalizaci a věnoval velké prostředky na rozvojové programy pro chudší oblasti a společenské vrstvy. Přílišná liberalizace však vedla k růstu cen řady životních potřeb (potravin, dopravy, bydlení), což mělo za následek řadu celostátních stávek. Počet obyvatel žijících pod hranicí chudoby navíc přesáhl 100 tisíc. Velkým problémem, se kterým se izraelská ekonomika potýkala, byla vysoká míra inflace, která v době Beginova nástupu do premiérského úřadu dosahovala 40,2 %. Počátkem roku 1980 však činila již 122,9 %, a vláda tak přistoupila k řadě ekonomických opatření, jejichž součástí byla měnová reforma v září téhož roku, v níž nahradila izraelskou liru (někdy též libru), která byla oficiální měnou od srpna 1948, izraelským šekelem, a to v poměru 1 šekel = 10 lir. Nová měna však vydržela pouhých pět let, neboť v důsledku ekonomické krize a zadlužené ekonomiky se inflace dostala do pádivého tempa a na jaře 1985 přesahovala již 400 %. Na vině byla jednak ekonomická politika Beginovy vlády, vysoké ceny ropy, zemědělská deprese, nízká poptávka po izraelských zemědělských produktech, ale také velký armádní rozpočet a finančně náročné budování nových osad.
V roce 1977 došlo poprvé k organizovanému přesunu etiopských Židů do Izraele. V důsledku probíhající etiopsko-somálské války se podařilo dosáhnout tajné dohody s Etiopií, které měl Izrael letecky poskytovat vojenský materiál výměnou za umožnění odchodu emigrantů. Celkem se takto povedlo převézt 121 osob, pak ale vyšla dohoda najevo a po protestech izraelské veřejnosti byla ukončena. Přistěhovalectví bylo obnoveno v roce 1980, kdy do Izraele přišlo 209 etiopských Židů, v následujících letech se počet imigrantů ustálil na dvou stech měsíčně. Za Beginovy vlády byly zahájeny přípravy na záchranu a přesun zbývajícího etiopského židovstva, které později za jeho následovníků vedly k přesunu takřka celé tamní židovské komunity do Izraele v rámci tajných operací Mojžíš (1984) a Šalamoun (1991). Zintenzivnil rovněž snahy o umožnění emigrace sovětských Židů do Izraele.

### Libanonská válka

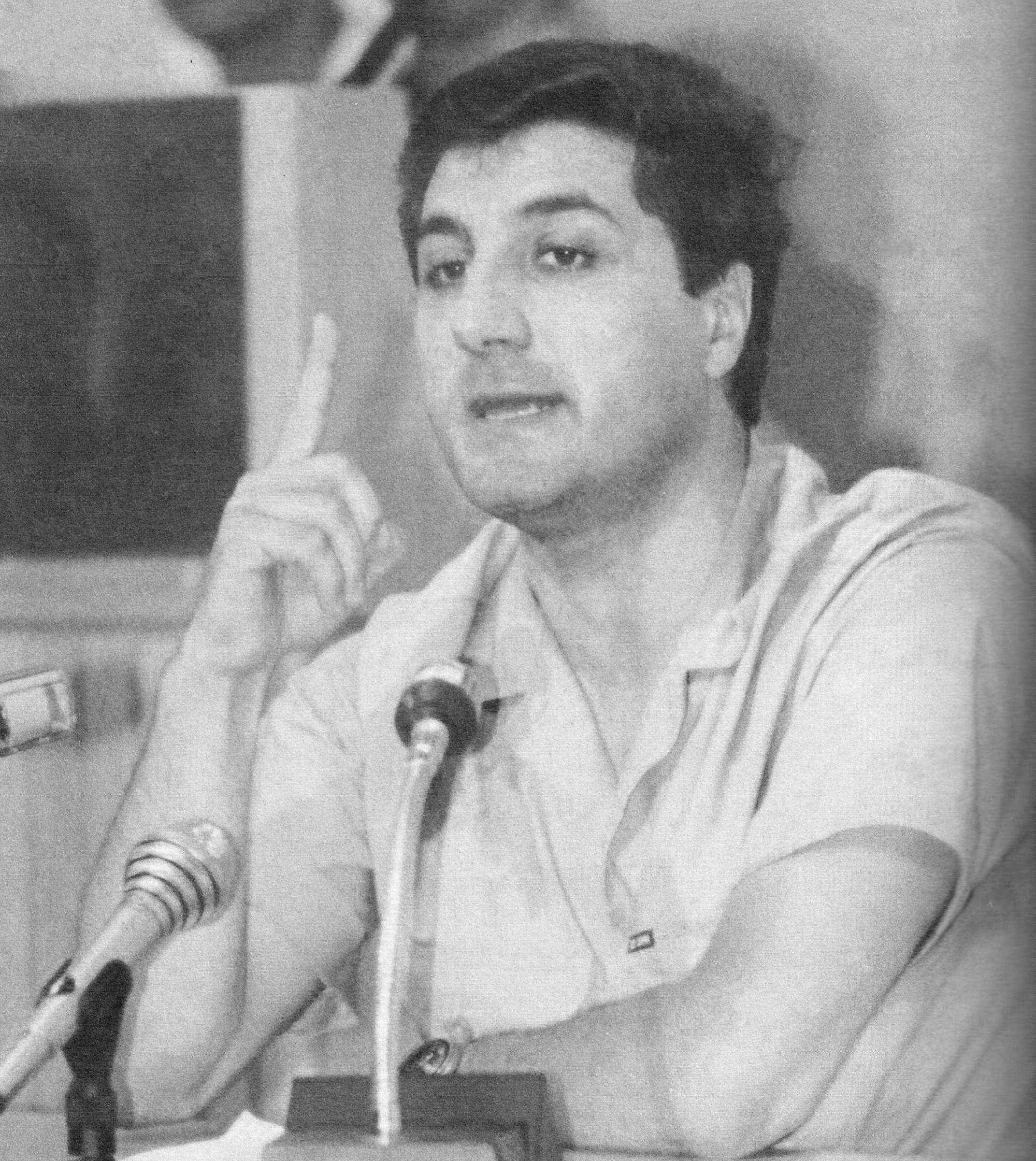
Bašír Džamáíl měl být nadějí izraelsko-libanonského míru

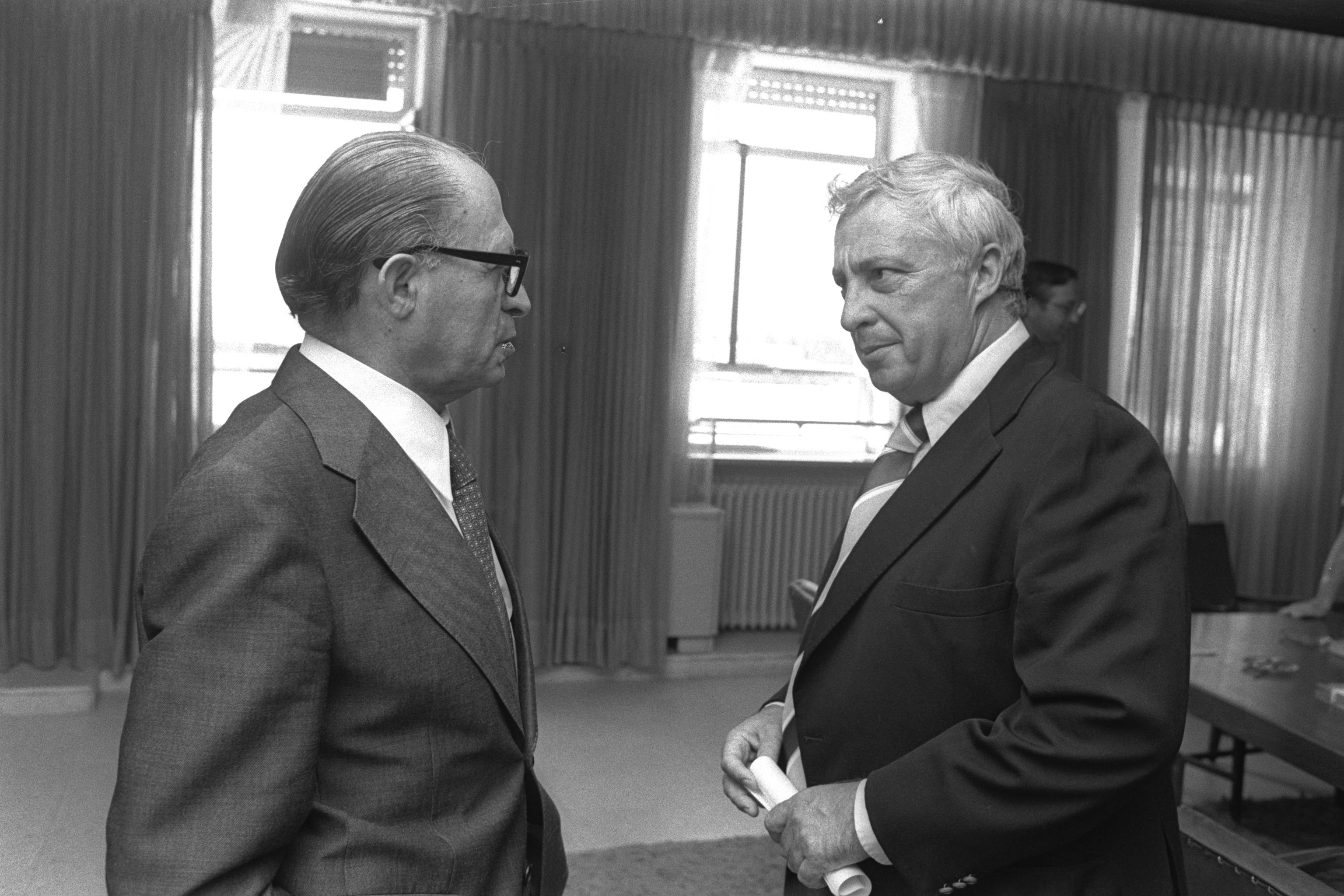
Menachem Begin (vlevo) a Ariel Šaron, zde na fotografii z roku 1977

Počátkem ledna 1982 se ministr obrany Šaron s Beginovým svolením tajně sešel s proizraelským vůdcem maronitských křesťanů Bašírem Džamáílem v libanonské Džuniji. Společně diskutovali možnost izraelské invaze, která by vedla ke zničení infrastruktury OOP a umožnila vznik vlády nakloněné k mírovému ujednání s Izraelem (v září toho roku se totiž v Libanonu měly konat prezidentské volby). Šaron preferoval ambiciózní plán, známý jako operace Velká borovice, který předpokládal totální invazi, zničení přítomnosti OOP a syrského vlivu v zemi, dosazení Džamáíla a uzavření izraelsko-libanonské mírové smlouvy. Neexistují jisté důkazy, zdali byl Begin srozuměn s podrobnostmi tohoto plánu. Katalyzátorem jeho realizace se stal atentát, který 3. června 1982 v Londýně spáchala palestinská teroristická skupina na tamního izraelského velvyslance Šlomo Argova. Přestože měl Begin informace, že jej provedla organizace Abú Nidala, tedy skupina s OOP soupeřící, rozhodl se tuto informaci své vládě nesdělit. Ta o dva dny později schválila rozsahem omezenou vojenskou akci v Libanonu, tzv. operaci Malá borovice, která měla během několika dní vytlačit dělostřelectvo OOP z dostřelové vzdálenosti od izraelských hranic. Následujícího dne, 6. června 1982, byla zahájena operace Mír pro Galileu (změnu názvu prosadil Begin, aby zdůraznil obranný charakter vojenské akce), která vešla ve známost jako první libanonská válka.
Podle historika Avi Šlajima se Šaron nakonec rozhodl realizovat rozsáhlejší variantu invaze v etapách tak, že se pokoušel akcemi izraelské armády vyprovokovat reakci nepřátelské strany. Vojenský historik Martin van Creveld se naproti tomu k teorii o záměrné mystifikaci vlády ze strany ministra obrany vyjádřil v tom smyslu, že tato otázka „zůstane navždy otevřená a těžko ji nějak uspokojivě zodpovědět. Nelze ani vyloučit, že Begin využíval Šarona k účelům, k nimž se nemohl otevřeně přiznat; ať už byly jeho chyby jakékoliv, nebyl to v žádném případě hlupák.“

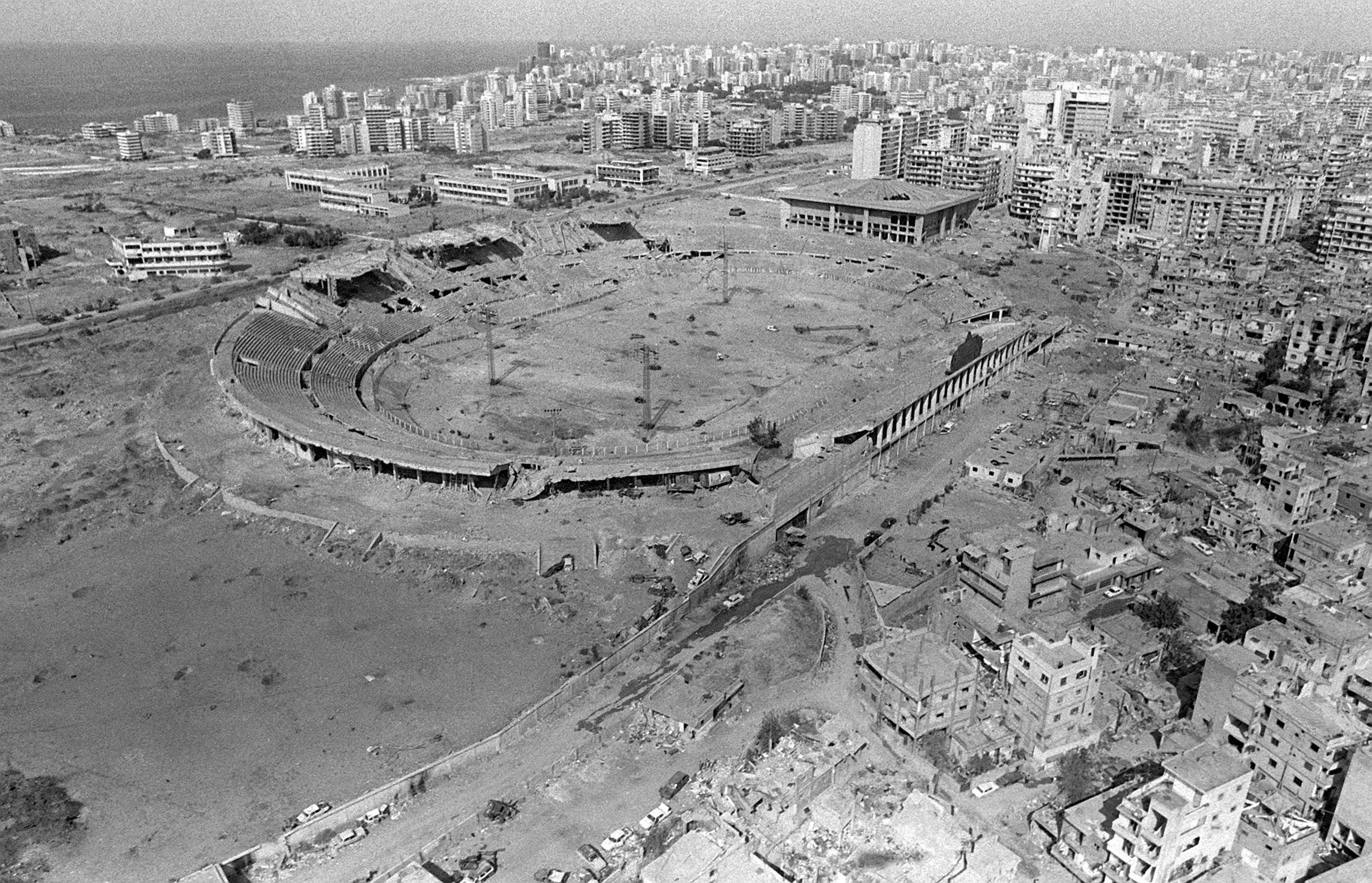
Vybombardovaný bejrútský sportovní stadion, který sloužil jako skladiště zbraní OOP

Izraelská armáda rychle postupovala do libanonského vnitrozemí a v třetí den války byla pouhé tři kilometry od hlavního města. Zároveň se střetla se syrskou armádou, které způsobila těžké ztráty. I přes souhlas se zastavením palby daným vládou Šaron i nadále pokračoval v postupu. Týden po zahájení invaze armáda obklíčila Bejrút, který následující dva měsíce intenzivně bombardovala. Počátkem července proběhla v Tel Avivu první protiválečná demonstrace čítající na sto tisíc lidí, a zároveň s tím klesala podpora války mezi izraelskou veřejností. V důsledku těžkého bombardování libanonské metropole se za amerického zprostředkování podařilo 12. srpna dojednat odchod OOP do Sýrie, Jordánska a Tuniska (tam odešlo její vedení), který proběhl počátkem září za dohledu mezinárodních sil. Jen pár dní předtím byl Džamáíl zvolen libanonským prezidentem.
Dne 1. září proběhla v severoizraelské Nahariji schůzka s Džamáílem, při které na něj Begin s Šaronem naléhali, aby podepsal mírovou smlouvu jakmile se ujme prezidentského úřadu. Ten to však odmítl a namísto toho navrhoval pouze pakt o neútočení. Begin zuřil a na Džamáíla po chvíli začal křičet. Toho zase popudilo, když mu Šaron řekl, aby byl rozumný a souhlasil s uzavřením míru, neboť Izrael momentálně Libanon ovládá. Schůzka tak skončila nezdarem, ale v následujících dnech proběhly další. Než se ale cokoliv dohodlo, zahynul Džamáíl 14. září při pumovém atentátu v Bejrútu, který spáchal prosyrský disident. K atentátu se však přihlásili palestinští muslimové. Izraelská armáda následující den obsadila západní část města, aby prosyrské a palestinské skupiny nemohly využít nastalé situace ve svůj prospěch. Falangistickým oddílům zesnulého prezidenta Džamáíla poté 16. září umožnila vstoupit do palestinských uprchlických táborů Sabra a Šatíla, kde měly hledat ozbrojené příslušníky OOP. V průběhu následujících dvou dnů namísto toho zmasakrovaly 474 až 2300 mužů, žen a dětí. Tento čin šokoval celý svět i izraelskou veřejnost a 25. září vedl k do té doby největší demonstraci v izraelských dějinách. Do dění se vložil izraelský prezident Jicchak Navon, který hrozil rezignací, pokud nebude jmenována nezávislá vyšetřovací komise. Hluboce otřesený Begin nakonec svolil a vláda o tři dny později jmenovala Kahanovu vyšetřovací komisi. I nadále však válku a civilní oběti mezi arabským obyvatelstvem obhajoval, přičemž používal příměry holocaustu, který měl ze strany OOP hrozit maronitské menšině. Libanon mezitím znovu upadl do občanské války, tentokrát však za dvojí okupace (izraelské a syrské). V polovině listopadu byl Begin na státní návštěvě Spojených států, kde jej těžce zasáhla zpráva o smrti manželky Alizy, která zemřela 14. listopadu v důsledku srdečního selhání.
Dne 7. února 1983 byla zveřejněna zpráva Kahanovy komise, která konstatovala, že hlavní vinu na krveprolití mají jednotky falangistů. Ministra obrany Šarona však činila nepřímo odpovědným kvůli „přehlížení nebezpečí aktů pomsty“, a obdobně kriticky se vyjádřila k vedení armády. Begina naproti tomu zkritizovala pro „lhostejnost“ a „absolutní nezájem o akce falangistů v táborech“. V následujících dnech a týdnech docházelo k opakovaným demonstracím a protidemonstracím a část veřejnosti požadovala demisi vlády. Podle historika Howarda Sachara byl tehdy izraelský národ rozpolcen ostřeji než kdykoli předtím od krize kvůli německým reparacím v roce 1952. Po pěti měsících jednání se Izraeli podařilo uzavřít s Libanonem 17. května 1983 dohodu, která ukončovala válečný stav mezi oběma zeměmi a předpokládala odchod všech cizích vojsk (tedy i syrského). To však rezolutně odmítl syrský prezident Asad. Izrael se postupně začal stahovat do bezpečnostní zóny na libanonské straně izraelsko-libanonské hranice, kde spolupracoval s jiholibanonskou armádou. Z krátkodobého hlediska válka tedy sice měla úspěch v podobě vypuzení OOP, z dlouhodobého však své cíle nesplnila a byla naopak zcela kontraproduktivní. Vedla například ke vzniku ší'itského teroristického hnutí Hizballáh. Bezpečnostní situace v Libanonu se stále zhoršovala, stejně jako počet padlých a zraněných izraelských vojáků. Neutuchala ani kritika Beginovy vlády, protiválečné demonstrace a výzvy k vyvození osobní zodpovědnosti.

### Odchod z politiky
Deprimovaný Begin nakonec 28. srpna 1983 oznámil svůj úmysl rezignovat. Ačkoli své rozhodnutí nikdy plně nevysvětlil, mezi příčiny se uvádí jeho zdravotní stav, skon manželky Alizy a tlak a kritika veřejnosti kvůli libanonské válce. Mezi méně často zmiňované důvody patří ztroskotání hospodářské politiky nebo hluboký odpor k uvítání německého kancléře Helmuta Kohla na jeho blížící se státní návštěvě v Jeruzalémě. O necelé tři týdny později předal 15. září prezidentu Chajimu Herzogovi rezignační dopis. Ve funkci premiéra jej nahradil jeho ministr zahraničí Jicchak Šamir.
Po odchodu z politiky se Begin uchýlil do ústraní svého bytu, odkud vycházel na veřejnost pouze když chtěl navštívit hrob své manželky, aby u něj pronesl kadiš. Jeho syn Benny byl v parlamentních volbách v říjnu 1988 zvolen poslancem za stranu Likud, v níž se stal uznávaným a respektovaným členem. Podle něj otec litoval, „že se nechal Šaronem zatáhnout do libanonského dobrodružství, které poškodilo vnitřní i mezinárodní image země, i když původního cíle, tedy zajištění bezpečí lokalit v Horní Galileji, nedosáhlo.“
V Libanonu se mezitím situace zhoršovala a v únoru 1984 zemi v důsledku sebevražedných útoků Hizballáhu a dalších skupin opustily jednotky mezinárodních sil bránící bejrútské mezinárodní letiště. Následující měsíc vypověděla libanonská vláda na nátlak Sýrie dohodu s Izraelem z května 1983. V roce 1985 dokončila izraelská armáda stažení do bezpečnostní zóny v jižním Libanonu a Izrael tuto oblast následně okupoval až do roku 2000, kdy ji za vlády Ehuda Baraka vyklidil. O šest let později vedl za vlády Ehuda Olmerta (onoho politika, který v roce 1965 vyzval Begina k rezignaci) druhou libanonskou válku proti hnutí Hizballáh.

## Smrt a pohřeb

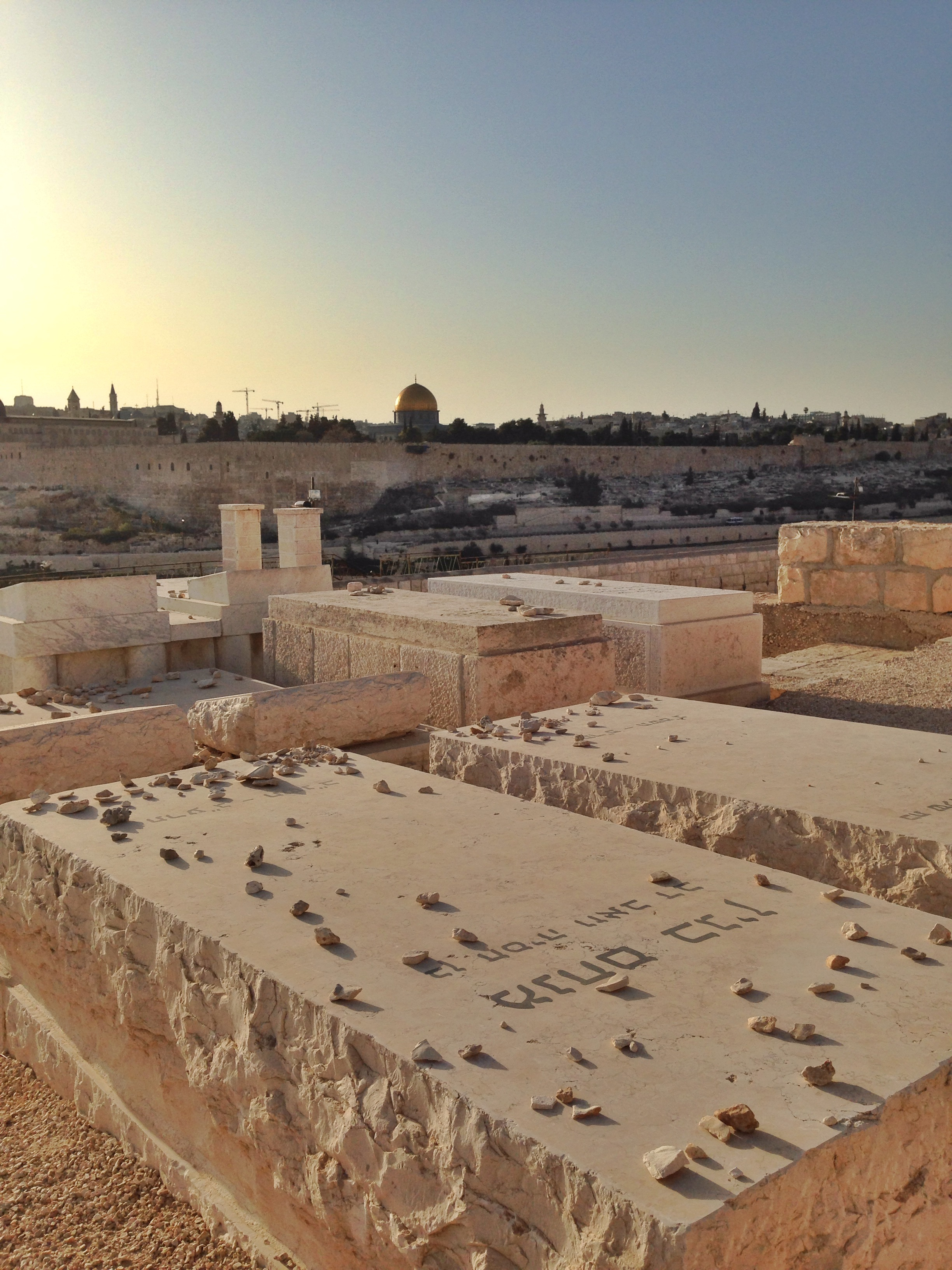
Beginův hrob na Olivové hoře, s výhledem na jeruzalémské Staré Město. Napravo je pochována manželka Aliza, zatímco dva malé náhrobní kameny pod ním patří Barazanimu s Feinsteinem.

Beginův zdravotní stav byl sledován již v době, kdy působil ve funkci premiéra. Před volbami v roce 1977 totiž utrpěl těžký infarkt myokardu, o dva roky později jej postihla cévní mozková příhoda, v roce 1980 prodělal další srdeční infarkt a nadto byl léčen pro perikarditidu. Dne 3. března 1992 zkolaboval v ranních hodinách ve svém telavivském bytě a byl okamžitě převezen do nemocnice Ichilov, kam dorazil paralyzován na levou polovinu těla a v bezvědomí. Lékaři jej umístili na jednotku intenzivní péče a zprvu u něj mylně předpokládali cévní mozkovou příhodu. Již záhy ale bylo zřejmé, že ve skutečnosti utrpěl těžký srdeční infarkt. Jeho zdravotní stav se lehce zlepšil a po dvaceti hodinách nabyl vědomí. Kvůli nepravidelnosti srdečního rytmu mu byl 5. března voperován kardiostimulátor. Begin byl však příliš slabý na to, aby překonal následky infarktu a 9. března se kolem 3.15 ráno začal jeho stav prudce zhoršovat. Pohotovostní tým lékařů a zdravotních sester se jej pokusil resuscitovat, ale o patnáct minut později, ve 3.30, zemřel. Jeho skon byl veřejnosti oznámen o hodinu a půl později. Pohřební bratrstvo chevra kadiša následně připravilo tělo k převozu do Jeruzaléma.
Pohřeb se konal ještě téhož dne na židovském hřbitově na Olivové hoře. Tam byla jeho rakev nesena ze čtyři kilometry vzdáleného pohřebního ústavu Sanhedrija v průvodu, kterého se zúčastnily tisíce lidí. V souladu s jeho přáním proběhl pouze jednoduchý židovský pohřební obřad na Olivové hoře a nikoliv státní pohřeb na národním hřbitově na Herzlově hoře, kde jsou národní vůdci tradičně pohřbíváni. Toto místo si Begin vybral, neboť chtěl spočinout po boku své manželky Alizy a vedle Me'ira Feinsteina z Irgunu a Moše Barazaniho z Lechi, kteří v dubnu 1947 spáchali sebevraždu ve vězení, kde čekali na popravu Brity. Jeho syn Benny Begin následně pronesl kadiš a blízký osobní přítel Jechi'el Kadišaj modlitbu el male rachamim. Podle policejního odhadu se Beginova pohřbu zúčastnilo na 75 tisíc lidí a dorazili rovněž premiér Jicchak Šamir, prezident Chajim Herzog, členové vlády, soudcové Nejvyššího soudu, většina poslanců Knesetu a řada zahraničních velvyslanců. Rakev nesli někdejší členové vrchního velení Irgunu. Následující den otiskl deník The Jerusalem Post na titulní straně větu: „Ještě nikdy předtím Jeruzalém nezažil pohřeb, jako byl tento.“

## Památka

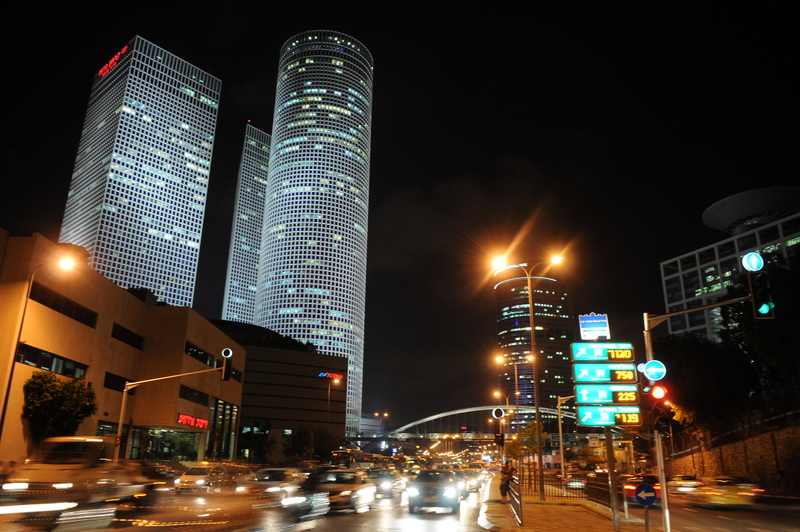
Beginova silnice v Tel Avivu za večerního provozu. Nalevo od ní je Azrieli Center se třemi mrakodrapy, napravo pak budova generálního štábu izraelské armády.

Beginovo jméno nese na jeho počest řada míst po celém Izraeli. Jde například o čtvrti Kirjat Menachem Begin v Jeruzalémě a Ramat Begin v Haifě, Beginovu dálnici v západním Jeruzalémě, či jednu z hlavních silnic v Tel Avivu. V letech 1993 a 2004 byly na jeho počest vydány poštovní známky o nominální hodnotě 80 agorot respektive 2,5 šekelu.
V roce 2005 byl v internetové soutěži 200 největších Izraelců deníku Ynet zvolen 4. největším Izraelcem všech dob.

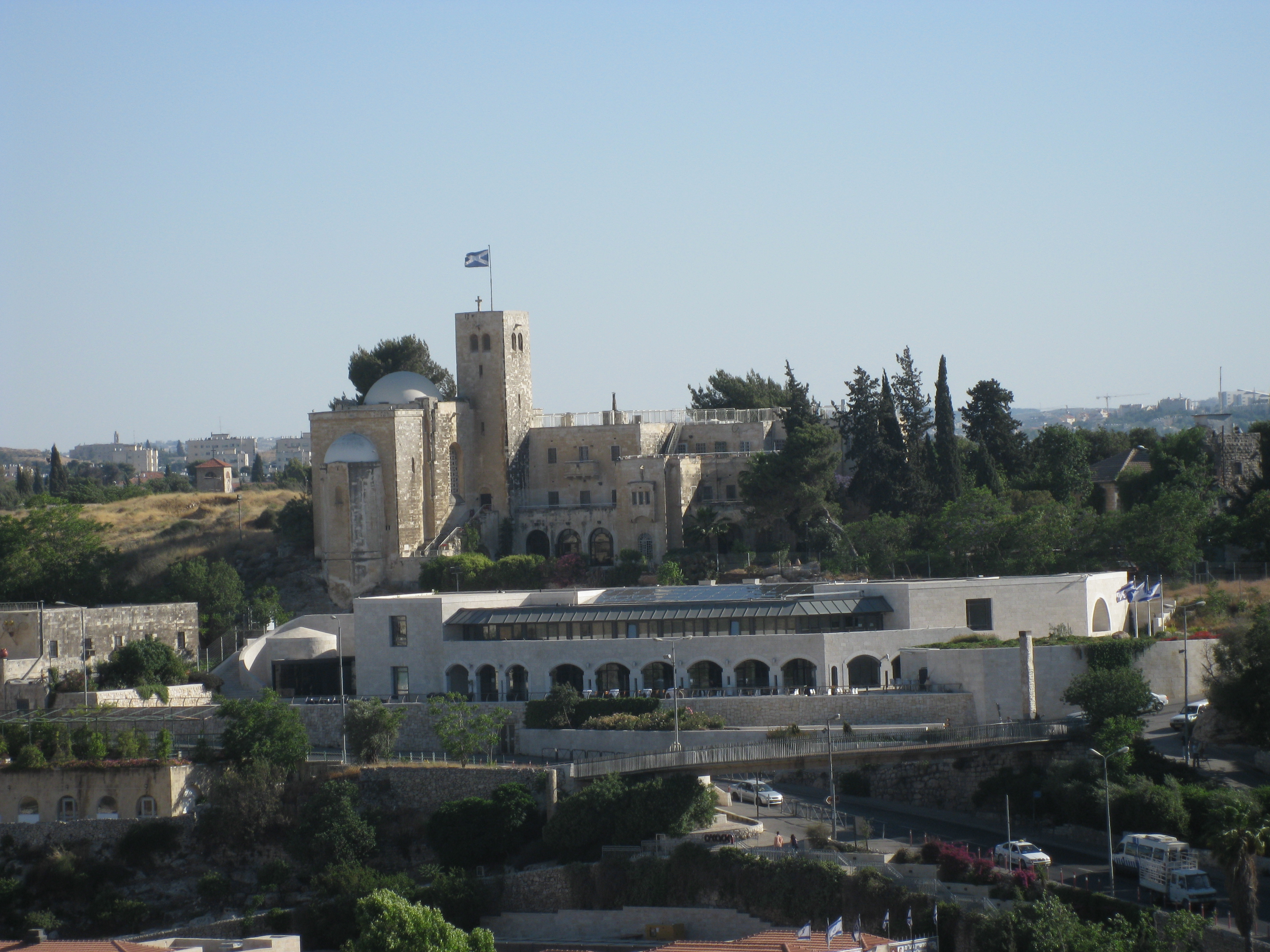
Centrum odkazu Menachema Begina v Jeruzalémě. V pozadí je kostel sv. Ondřeje.

Beginův odkaz a památku nesou v Izraeli mimo jiné dvě instituce. První z nich je Beginovo–Sadatovo centrum pro strategická studia při Bar-Ilanově univerzitě v Ramat Ganu, založené v roce 1993. Jedná se o think tank, zabývající se výzkumem v oblasti strategie, bezpečnosti a míru na Blízkém východě, a témat dotýkajících se izraelské zahraniční politiky a národní bezpečnosti.
Druhým je Centrum odkazu Menachema Begina (Menachem Begin Heritage Center), zřízené v březnu 1998 zákonem o zásluhách Menachema Begina, které uchovává Beginův odkaz a úspěchy, a slouží jako výzkumný institut. Nachází se v Jeruzalémě u kostela sv. Ondřeje, nedaleko staré železniční stanice. Jeho sídlo bylo slavnostně otevřeno v roce 2004 tehdejším premiérem Arielem Šaronem a slouží zároveň i jako Beginovo muzeum a archiv. Již od roku 1999 však centrum každoročně udílí Beginovu cenu, a to osobám nebo organizacím, které „učinily mimořádný čin nebo činy ve prospěch Izraele nebo židovského lidu“. Jejími laureáty jsou například první izraelský astronaut Ilan Ramon nebo organizace Nefeš be-nefeš.

### V kultuře
Kromě celé řady biografických knih, které o Beginovi pojednávají (více v sekci Literatura), je jeho osoba zmíněna například v románu Pátý jezdec – strach spisovatelů Larryho Collinse a Dominiqua Lapierra. V knize Exodus od Leona Urise byl volnou předlohou pro postavu Akivy Ben Canaana. V prvním vydání patnáctého dílu komiksové série Tintinova dobrodružství, známé jako Tintin v zemi černého zlata, se krátce vyskytl bezejmenný příslušník Irgunu, později identifikovaný jako Begin. Chris Claremont, dlouholetý autor komiksové série X-Men, v rozhovoru pro deník New York Entertainment prozradil, že mu postavy Profesora X a Magneta vždy připomínaly Davida Ben Guriona a Menachema Begina.
Epizody z jeho života se taktéž objevily v řadě televizních a filmových snímků. V roce 1977 ho v televizním filmu Operace Blesk, pojednávajícím o záchraně rukojmích z ugandského Entebbe, ztvárnil americký herec David Opatoshu (ten ztvárnil i již zmíněnou postavu Akivy Ben Canaana ve filmu Exodus z roku 1960), a v televizním minisérii Sadat z roku 1983 jej zahrál britsko-kanadský herec Barry Morse. Coby ministerský předseda se objevil v celovečerním animovaném filmu Valčík s Bašírem.